# Scheldetalbahn
| |                               |                                                           |                                                           |
| Streckennummer (DB): | 3721                          |                                                           |                                                           |
| Kursbuchstrecke (DB): | 366 (1987)                    |                                                           |                                                           |
| Kursbuchstrecke: | 166a (1934) 194a (1946)       |                                                           |                                                           |
| Streckenlänge: | 32,5 km                       |                                                           |                                                           |
| Spurweite: | 1435 mm (Normalspur)          |                                                           |                                                           |
| Maximale Neigung: | Adhäsion 60 ‰ Zahnstange 60 ‰ |                                                           |                                                           |
| Zahnstangensystem: | Abt                           |                                                           |                                                           |
| |                               |                                                           |                                                           |
| \| \| \| von Cölbe \| \| \| \| \| \| \| \| \| 32,50 \| Wallau (Lahn) (bis 2001 Bahnhof) \| 296 m \| \| \| \| \| \| \| \| 32,30 \| Abzweig \| Abzweig \| \| \| 32,20 \| B 62 / B 253 \| B 62 / B 253 \| \| \| 32,10 \| nach Kreuztal \| nach Kreuztal \| \| \| 31,71 \| Lahn \| Lahn \| \| \| 31,46 \| Hammerweiher-Graben \| Hammerweiher-Graben \| \| \| 31,21 \| Brückenstraße \| Brückenstraße \| \| \| 31,13 \| Breidenstein Hp \| Breidenstein Hp \| \| \| 31,01 \| Goldbergstraße \| Goldbergstraße \| \| \| 30,66 \| Anst. Seibel & Reitz \| Anst. Seibel & Reitz \| \| \| 30,10 \| Holzverladestelle Breidenstein \| Holzverladestelle Breidenstein \| \| \| 29,42 \| Wiesenbach Hp \| Wiesenbach Hp \| \| \| 29,41 \| Streckenende (seit 2002) \| Streckenende (seit 2002) \| \| \| 29,39 \| Kreisstraße 108 \| Kreisstraße 108 \| \| \| \| \| \| \| \| 29,22 29,21 \| Boxbach, Gleisende (seit 2004) \| Boxbach, Gleisende (seit 2004) \| \| \| \| \| \| \| \| 29,10 \| Anst. Christmann & Pfeifer \| Anst. Christmann & Pfeifer \| \| \| \| \| \| \| \| 28,90 \| Perf (2004 verlegt und Bahndamm durchbrochen) \| Perf (2004 verlegt und Bahndamm durchbrochen) \| \| \| \| \| \| \| \| 28,54 \| Grünbrücke (bis 2004 Perfdurchlass) \| Grünbrücke (bis 2004 Perfdurchlass) \| \| \| \| \| \| \| \| 28,00 \| Breidenbach (bis 1987 PV, dann Werksbahnhof Buderus Guss) \| Breidenbach (bis 1987 PV, dann Werksbahnhof Buderus Guss) \| \| \| \| \| \| \| \| 27,4 \| 1991–2002 Streckenende \| 1991–2002 Streckenende \| \| \| \| \| \| \| \| 27,3 \| Kreisstraße 107 \| Kreisstraße 107 \| \| \| \| \| \| \| \| 26,3 \| B 253 \| B 253 \| \| \| 25,5 \| Perf \| Perf \| \| \| 24,5 \| Wolzhausen \| 331 m \| \| \| 23,5 \| Quotshausen Hp \| Quotshausen Hp \| \| \| \| \| \| \| \| 21,9 \| Niedereisenhausen (1987–1991 Streckenende) \| Niedereisenhausen (1987–1991 Streckenende) \| \| \| \| \| \| \| \| 21,8 \| L 3331 \| L 3331 \| \| \| 21,6 \| L 3042 \| L 3042 \| \| \| 19,5 \| Gönnern \| Gönnern \| \| \| 17,5 \| Viadukt Frechenhausen \| Viadukt Frechenhausen \| \| \| 17,3 \| L 3288 \| L 3288 \| \| \| 17,1 \| Frechenhausen Hp \| 429 m \| \| \| 15,3 \| Lixfeld Hp \| Lixfeld Hp \| \| \| 15,1 \| Stahlkastenbrücke Lixfeld (L 3042) \| Stahlkastenbrücke Lixfeld (L 3042) \| \| \| \| \| \| \| \| 13,4 \| Hirzenhain Beginn Zahnstange (bis 1925)[1] \| Hirzenhain Beginn Zahnstange (bis 1925)[1] \| \| \| \| \| \| \| \| 13,1 \| Scheitelpunkt \| 501,5 m \| \| \| 13,0 \| L 3043 \| L 3043 \| \| \| 12,1 \| L 3042 \| L 3042 \| \| \| \| \| \| \| \| 9,3 \| Herrnberg Ende Zahnstange \| 351 m \| \| \| \| \| \| \| \| \| \| \| \| \| 8,0 \| Nikolausstollen Hp (1872–1911 Streckenende) \| Nikolausstollen Hp (1872–1911 Streckenende) \| \| \| \| \| \| \| \| 7,9 \| Grube Königszug Abzw \| Grube Königszug Abzw \| \| \| \| Augustusstollen \| \| \| \| \| Handstein \| \| \| \| \| Grube Prinzkessel \| \| \| \| 5,5 \| L 3363 \| L 3363 \| \| \| 5,4 \| Oberscheld Ort Hp \| 267 m \| \| \| 5,3 \| Abzweig Anschlussbahn \| Abzweig Anschlussbahn \| \| \| 4,8 \| Oberscheld Hochofen Hp \| Oberscheld Hochofen Hp \| \| \| \| Abzweig Anschlussbahn \| \| \| \| 4,5 \| Oberscheld-Hochofen \| Oberscheld-Hochofen \| \| \| 2,6 \| Viadukt Niederscheld \| Viadukt Niederscheld \| \| \| 2,4 \| Anst. Schelder Hütte \| Anst. Schelder Hütte \| \| \| 2,1 \| Niederscheld Nord Hp \| Niederscheld Nord Hp \| \| \| 1,3 \| Adolfshütte Hp \| Adolfshütte Hp \| \| \| 1,1 \| Anst. Isabellenhütte \| Anst. Isabellenhütte \| \| \| 1,0 \| Anschluss Adolfshütte \| Anschluss Adolfshütte \| \| \| 0,8 \| (Bw) Streckenende vom Gbf \| (Bw) Streckenende vom Gbf \| \| \| \| \| \| \| \| 0,5 0,4 \| Verbindungskurve / von Wetzlar \| Verbindungskurve / von Wetzlar \| \| \| \| \| \| \| \| \| \| \| \| \| 0,0 \| Dillenburg Gleise 9 und 10 (Wallau / Ewersbach) abgebaut \| Dillenburg Gleise 9 und 10 (Wallau / Ewersbach) abgebaut \| \| \| \| \| \| \| \| −0,3 \| L 3362 \| L 3362 \| \| \| −1,3 \| nach Siegen \| nach Siegen \| \| \| \| nach Ewersbach \| \| |                               |                                                           |                                                           |
| |                               | von Cölbe                                                 |                                                           |
| |                               |                                                           |                                                           |
| Haltepunkt / Haltestelle, ehemals Bahnhof | 32,50                         | Wallau (Lahn) (bis 2001 Bahnhof)                          | 296 m                                                     |
| |                               |                                                           |                                                           |
| | 32,30                         | Abzweig                                                   | Abzweig                                                   |
| Strecke mit Straßenbrücke | 32,20                         | B 62 / B 253                                              | B 62 / B 253                                              |
| Strecke nach rechts und nach rechts | 32,10                         | nach Kreuztal                                             | nach Kreuztal                                             |
| Brücke über Wasserlauf | 31,71                         | Lahn                                                      | Lahn                                                      |
| Brücke über Wasserlauf | 31,46                         | Hammerweiher-Graben                                       | Hammerweiher-Graben                                       |
| Strecke mit Straßenbrücke | 31,21                         | Brückenstraße                                             | Brückenstraße                                             |
| ehemaliger Haltepunkt / Haltestelle | 31,13                         | Breidenstein Hp                                           | Breidenstein Hp                                           |
| Brücke | 31,01                         | Goldbergstraße                                            | Goldbergstraße                                            |
| | 30,66                         | Anst. Seibel & Reitz                                      | Anst. Seibel & Reitz                                      |
| Blockstelle | 30,10                         | Holzverladestelle Breidenstein                            | Holzverladestelle Breidenstein                            |
| ehemaliger Haltepunkt / Haltestelle | 29,42                         | Wiesenbach Hp                                             | Wiesenbach Hp                                             |
| | 29,41                         | Streckenende (seit 2002)                                  | Streckenende (seit 2002)                                  |
| ehemaliger Bahnübergang | 29,39                         | Kreisstraße 108                                           | Kreisstraße 108                                           |
| |                               |                                                           |                                                           |
| Brücke über Wasserlauf | 29,22 29,21                   | Boxbach, Gleisende (seit 2004)                            | Boxbach, Gleisende (seit 2004)                            |
| |                               |                                                           |                                                           |
| Abzweig geradeaus und von rechts (Strecke außer Betrieb) | 29,10                         | Anst. Christmann & Pfeifer                                | Anst. Christmann & Pfeifer                                |
| |                               |                                                           |                                                           |
| | 28,90                         | Perf (2004 verlegt und Bahndamm durchbrochen)             | Perf (2004 verlegt und Bahndamm durchbrochen)             |
| |                               |                                                           |                                                           |
| Brücke (Strecke außer Betrieb) | 28,54                         | Grünbrücke (bis 2004 Perfdurchlass)                       | Grünbrücke (bis 2004 Perfdurchlass)                       |
| |                               |                                                           |                                                           |
| Dienststation / Betriebs- oder Güterbahnhof (Strecke außer Betrieb) | 28,00                         | Breidenbach (bis 1987 PV, dann Werksbahnhof Buderus Guss) | Breidenbach (bis 1987 PV, dann Werksbahnhof Buderus Guss) |
| |                               |                                                           |                                                           |
| | 27,4                          | 1991–2002 Streckenende                                    | 1991–2002 Streckenende                                    |
| |                               |                                                           |                                                           |
| Bahnübergang (Strecke außer Betrieb) | 27,3                          | Kreisstraße 107                                           | Kreisstraße 107                                           |
| |                               |                                                           |                                                           |
| Bahnübergang (Strecke außer Betrieb) | 26,3                          | B 253                                                     | B 253                                                     |
| Brücke über Wasserlauf (Strecke außer Betrieb) | 25,5                          | Perf                                                      | Perf                                                      |
| Bahnhof (Strecke außer Betrieb) | 24,5                          | Wolzhausen                                                | 331 m                                                     |
| Haltepunkt / Haltestelle (Strecke außer Betrieb) | 23,5                          | Quotshausen Hp                                            | Quotshausen Hp                                            |
| |                               |                                                           |                                                           |
| Bahnhof (Strecke außer Betrieb) | 21,9                          | Niedereisenhausen (1987–1991 Streckenende)                | Niedereisenhausen (1987–1991 Streckenende)                |
| |                               |                                                           |                                                           |
| Bahnübergang (Strecke außer Betrieb) | 21,8                          | L 3331                                                    | L 3331                                                    |
| Brücke (Strecke außer Betrieb) | 21,6                          | L 3042                                                    | L 3042                                                    |
| Bahnhof (Strecke außer Betrieb) | 19,5                          | Gönnern                                                   | Gönnern                                                   |
| | 17,5                          | Viadukt Frechenhausen                                     | Viadukt Frechenhausen                                     |
| Strecke mit Straßenbrücke (Strecke außer Betrieb) | 17,3                          | L 3288                                                    | L 3288                                                    |
| Haltepunkt / Haltestelle (Strecke außer Betrieb) | 17,1                          | Frechenhausen Hp                                          | 429 m                                                     |
| Haltepunkt / Haltestelle (Strecke außer Betrieb) | 15,3                          | Lixfeld Hp                                                | Lixfeld Hp                                                |
| Brücke (Strecke außer Betrieb) | 15,1                          | Stahlkastenbrücke Lixfeld (L 3042)                        | Stahlkastenbrücke Lixfeld (L 3042)                        |
| |                               |                                                           |                                                           |
| | 13,4                          | Hirzenhain Beginn Zahnstange (bis 1925)                   | Hirzenhain Beginn Zahnstange (bis 1925)                   |
| |                               |                                                           |                                                           |
| | 13,1                          | Scheitelpunkt                                             | 501,5 m                                                   |
| Strecke mit Straßenbrücke (Strecke außer Betrieb) | 13,0                          | L 3043                                                    | L 3043                                                    |
| Strecke mit Straßenbrücke (Strecke außer Betrieb) | 12,1                          | L 3042                                                    | L 3042                                                    |
| |                               |                                                           |                                                           |
| | 9,3                           | Herrnberg Ende Zahnstange                                 | 351 m                                                     |
| |                               |                                                           |                                                           |
| |                               |                                                           |                                                           |
| Haltepunkt / Haltestelle (Strecke außer Betrieb) | 8,0                           | Nikolausstollen Hp (1872–1911 Streckenende)               | Nikolausstollen Hp (1872–1911 Streckenende)               |
| |                               |                                                           |                                                           |
| Betriebs-/Güterbahnhof Streckenanfang und quer (Strecke außer Betrieb) · Abzweig geradeaus und von rechts (Strecke außer Betrieb) | 7,9                           | Grube Königszug Abzw                                      | Grube Königszug Abzw                                      |
| Strecke nach halbrechts (außer Betrieb) · Betriebs-/Güterbahnhof Streckenanfang (Strecke außer Betrieb) |                               | Augustusstollen                                           | Augustusstollen                                           |
| Strecke von halblinks (außer Betrieb) · Dienststation / Betriebs- oder Güterbahnhof (Strecke außer Betrieb) |                               | Handstein                                                 | Handstein                                                 |
| Strecke (außer Betrieb) · Betriebs-/Güterbahnhof Streckenanfang (Strecke außer Betrieb) · Strecke (außer Betrieb) |                               | Grube Prinzkessel                                         | Grube Prinzkessel                                         |
| Bahnübergang (Strecke außer Betrieb) · Bahnübergang (Strecke außer Betrieb) · Brücke (Strecke außer Betrieb) | 5,5                           | L 3363                                                    | L 3363                                                    |
| Haltepunkt / Haltestelle (Strecke außer Betrieb) · Strecke (außer Betrieb) · Strecke (außer Betrieb) | 5,4                           | Oberscheld Ort Hp                                         | 267 m                                                     |
| Abzweig geradeaus und von halbrechts (Strecke außer Betrieb) · Strecke (außer Betrieb) | 5,3                           | Abzweig Anschlussbahn                                     | Abzweig Anschlussbahn                                     |
| Haltepunkt / Haltestelle (Strecke außer Betrieb) · Strecke (außer Betrieb) | 4,8                           | Oberscheld Hochofen Hp                                    | Oberscheld Hochofen Hp                                    |
| Abzweig geradeaus und von links (Strecke außer Betrieb) · Strecke nach rechts (außer Betrieb) |                               | Abzweig Anschlussbahn                                     | Abzweig Anschlussbahn                                     |
| Dienststation / Betriebs- oder Güterbahnhof (Strecke außer Betrieb) | 4,5                           | Oberscheld-Hochofen                                       | Oberscheld-Hochofen                                       |
| | 2,6                           | Viadukt Niederscheld                                      | Viadukt Niederscheld                                      |
| Abzweig geradeaus und von rechts (Strecke außer Betrieb) | 2,4                           | Anst. Schelder Hütte                                      | Anst. Schelder Hütte                                      |
| Haltepunkt / Haltestelle (Strecke außer Betrieb) | 2,1                           | Niederscheld Nord Hp                                      | Niederscheld Nord Hp                                      |
| Haltepunkt / Haltestelle (Strecke außer Betrieb) | 1,3                           | Adolfshütte Hp                                            | Adolfshütte Hp                                            |
| Abzweig geradeaus und nach rechts (Strecke außer Betrieb) | 1,1                           | Anst. Isabellenhütte                                      | Anst. Isabellenhütte                                      |
| Strecke von links · Abzweig quer, ehemals nach rechts und von links | 1,0                           | Anschluss Adolfshütte                                     | Anschluss Adolfshütte                                     |
| | 0,8                           | (Bw) Streckenende vom Gbf                                 | (Bw) Streckenende vom Gbf                                 |
| |                               |                                                           |                                                           |
| | 0,5 0,4                       | Verbindungskurve / von Wetzlar                            | Verbindungskurve / von Wetzlar                            |
| |                               |                                                           |                                                           |
| |                               |                                                           |                                                           |
| Bahnhof (Strecke außer Betrieb) · Bahnhof | 0,0                           | Dillenburg Gleise 9 und 10 (Wallau / Ewersbach) abgebaut  | Dillenburg Gleise 9 und 10 (Wallau / Ewersbach) abgebaut  |
| |                               |                                                           |                                                           |
| Strecke mit Straßenbrücke Streckenanfang (Strecke außer Betrieb) · Strecke mit Straßenbrücke Streckenende | −0,3                          | L 3362                                                    | L 3362                                                    |
| | −1,3                          | nach Siegen                                               | nach Siegen                                               |
| |                               | nach Ewersbach                                            |                                                           |

Die Scheldetalbahn (auch Schelde-Lahn-Bahn oder scherzhaft Hamburg–Gönnern–Genua, im Hinterländer Platt auch Grinnsches Lies'che) ist eine ehemalige Nebenbahn, die von Dillenburg über Gönnern und Breidenbach nach Wallau/Lahn führte und zur Erschließung des Lahn-Dill-Gebietes erbaut wurde. Sie führte von Wallau zunächst flussaufwärts durch die Täler der Perf und ihres Nebenflusses Gansbach, um schließlich – nach der Überquerung der Wasserscheide zwischen Oberer Lahn und Dill – flussabwärts über eine zunächst mit Zahnstange betriebene Steilstrecke der namensgebenden Schelde zu folgen.
Von der ursprünglichen Strecke ist heute lediglich ein knapp drei Kilometer langer Restabschnitt am oberen Ende zwischen Wallau und dem Haltepunkt Wiesenbach erhalten. Dieser verläuft entlang des Perfstausees und wird daher umgangssprachlich auch „Perfstauseebahn“ genannt. Er wird ausschließlich zum Abtransport von Holzstämmen genutzt, allerdings wird dort ein neuer Güterumschlagplatz geplant (siehe Abschnitt „Zukunft“).

## Geschichte

### Ursprünge als Hüttenbahn nach Oberscheld
Das erste Teilstück der Scheldetalbahn wurde von der Köln-Mindener Eisenbahn-Gesellschaft als Stichstrecke gebaut und am 11. Februar 1872 als erste Nebenbahn aus dem Dilltal für den Güterverkehr in Betrieb genommen und ist damit gerade einmal zehn Jahre älter als die Dillstrecke, von der sie in Dillenburg abzweigt. Es führte auf einer Länge von 4,35 km bis zum Oberschelder Hochofenwerk und wurde am 20. September 1869 per preußischer Konzession genehmigt. Am Anfang des Geländes des Bahnhofs Hochofen zweigte eine 3,2 Kilometer lange, am 15. Februar 1872 eröffnete Strecke zum Augustusstollen ab. Am 7. August desselben Jahres folgte eine weitere Strecke vom Hochofenwerk ausgehend um 3,76 km bis zum Grubenbahnhof Nikolausstollen. Diese verlief zunächst für einige hundert Meter parallel zur Strecke zum Augustusstollen, wobei letztere über eine deutlich stärkere Steigung verfügte. Nach einem kurzen Teilstück durch den Wald überquerte sie die L 3363. Kurz darauf folgte der Verladebahnhof Handstein und nach einem tiefen Felseinschnitt dann der Bahnhof Augustusstollen.
Mit diesen beiden Teilstrecken hatte die Scheldetalbahn die Form eines „Y“. Personenverkehr wurde erst ab dem 1. März 1896 aufgenommen, nur bis Oberscheld-Ort und als Kursbucheinheit der vier Jahre zuvor eröffneten Dietzhölztalbahn. Ab dem 1. Mai desselben Jahres fuhren Personenzüge auch bis Nikolausstollen. Auf der Zweigstrecke zum Augustusstollen gab es nie öffentlichen Personenverkehr. Es wurde vor allem Erz auf Güterzüge verladen. Lediglich zum Schichtwechsel fuhren Personenzüge, um die Grubenarbeiter zu transportieren. 
Aus dieser Zeit stammt auch der – für die Gesamtstrecke eher unpassende – Name „Scheldetalbahn“ (nur das südliche Drittel der Strecke verläuft entlang der Schelde; eine Verlängerung war damals noch nicht abzusehen). 1902 kam noch ein Stichgleis zur „Grube Prinzkessel“ hinzu, die unweit der heutigen Oberschelder Feuerwehr abzweigte.
Mit Hilfe der Scheldetalbahn sollten die Eisenerzlagerstätten beiderseits der Schelde erschlossen werden. Dicht nebeneinander förderten damals gleich vier große, damals noch selbstständige Gruben entlang der Strecke Eisenerz zutage: „Königszug“, „Stillingseisenzug“ und „Beilstein“ sowie „Ölsberg“. Bei diesem verhältnismäßig frühen Streckenbau ging es also primär um den Güterverkehr. Man versprach sich Erlöse aus dem Transport von Erz aus dem Schelderwald ins Ruhrgebiet und Steinkohle in die entgegengesetzte Richtung. Mit der Bahn erlebten die Gruben- und Hüttenbetriebe entlang der Strecke einen gewaltigen Aufschwung.

### Verlängerung nach Wallau mit Steilstrecke

#### Planung und wirtschaftliche Grundlagen
1880 wurde die Köln-Mindener Eisenbahn-Gesellschaft und damit auch diese Strecke verstaatlicht und die Preußischen Staatseisenbahnen übernahmen den Betrieb. Spätestens mit der Einführung des Personenverkehrs auf der Strecke wurden erste Gedanken zu einer Verlängerung ins obere Lahntal laut. Der wirtschaftliche und politische Druck erhöhte sich nach dem Jahre 1905. Nachdem nämlich alle mit Holzkohle betriebenen Hochöfen im Lahn-Dill-Gebiet in den letzten Jahrzehnten des alten Jahrhunderts erloschen waren, blühte nach wie vor der Eisenerzbergbau im Schelderwald. Die Hütten der Umgebung waren alle in reine Eisengießereien umgewandelt worden, die Endprodukte herstellten. Was in der Produktionskette jetzt fehlte, war ein Betrieb, der das Erz in Roheisen umwandelte. Die erzverarbeitenden Betriebe im Hessischen Hinterland und an der oberen Lahn konnten nur auf den langen Umweg über Dillenburg, Wetzlar, Gießen, Marburg und Biedenkopf bedient werden.
Am stärksten betroffen von diesem Problem war der Hessen-Nassauische Hüttenverein, damals der größte Besitzer von Gruben und Gießereien in der Region. Nicht zuletzt, weil dieser beabsichtigte, in Breidenbach eine Gießerei zu errichten, setzte man sich für eine Verknüpfung der Reviere mittels einer Verlängerung der Bahnstrecke ein. Auch die Dillenburger Handelskammer und die Steinbruchbetreiber aus Oberdieten machten sich für dieses Projekt stark. Daraufhin wurde ein Komitee aus Funktionären aus Politik und Wirtschaft gegründet, dass sich ebenfalls für das Projekt engagierte. In vielen Dörfern, durch die die Strecke führen sollte, gab es außerdem Zusammenkünfte von Bürgern. Im August 1904 ordnete der zuständige Minister für öffentliche Arbeiten die schließlich konkreten Planungen für die Streckenverlängerung an. Die Konzession erfolgte über ein Preußisches Gesetz vom 15. Juni 1906.
Die örtliche Topografie erschwerte allerdings die Planung und Ausführung dieser, denn um vom Nikolausstollen nach Wallau (Lahn) zu gelangen, musste zwischen Herrnberg und Hirzenhain auf 3,26 Kilometern ganze 151 Meter Höhenunterschied überwunden werden (Steigung von etwa 60 Promille (5,88 %)), was damals ohne aufwendigen Zahnradbetrieb nicht möglich war. Dennoch setzte sich die Verlängerung der Scheldetalbahn gegen eine mögliche Zweigstrecke der benachbarten Dietzhölztalbahn durch.
Um eine durchgehende Verbindung nach Gießen und Marburg zu schaffen, wurden bald auch Planungen für eine Verlängerung der Teilstrecke zum Augustusstollen nach Eisemroth an der Aar-Salzböde-Bahn aufgenommen. Die neue Strecke hätte zwar nur eine Länge von wenigen Kilometern gehabt, aber einen längeren Tunnel erfordert, deshalb wurden die Planungen wieder verworfen.

#### Bau und Entwicklung in der Zwischenkriegszeit
Am 4. Juli 1909 begannen schließlich die Arbeiten an der 24,73 km langen Fortsetzung der Strecke bis Wallau/Lahn, eingeteilt in fünf Baulose. Da die Bauarbeiten an jedem Baulos gleichzeitig begonnen wurden, war die Bahnlinie trotz erheblicher Erd- und Viaduktarbeiten im Sommer 1910 weitgehend fertiggestellt. In Breidenbach musste die Perf ober- und unterhalb der Ortslage in ein neues Bett gelegt werden.
Die Eröffnung fand schließlich am 28. April 1911 (nach anderen Angaben am 1. Mai 1911) mit zwei geschmückten Sonderzügen durch die Preußischen Staatseisenbahnen statt, sodass die Strecke von Dillenburg bis Biedenkopf durchgängig befahrbar war und der Hessen-Nassauische Hüttenverein mit dem Bau der Gießerei in Breidenbach („Breidenbacher Hütte“) beginnen konnte sowie die anderen Gießereien auf kurzem Weg ihr Roheisen beziehen konnten. Der Bahnhof Gönnern wurde Betriebsmittelpunkt, Kreuzungsbahnhof und Umspann- und Stationierungsbahnhof für die Steilstreckenloks und erhielt einen Lokschuppen mit zwei Ständen, eine Bekohlungsanlage, zwei Wasserkräne und die Bahnmeisterei. Die neue Strecke setzte kurz vor dem bisherigen Streckenende (Grubenbahnhof Nikolausstollen) an, das zu einem Anschluss für die Grube Königszug zurückgestuft wurde; der Nikolausstollen bekam deshalb einen neuen Haltepunkt. Die Bahnhöfe Hirzenhain und Herrnberg entstanden nur, um an den Enden der Steilstrecke Betriebsposten zu haben, um bspw. Lokomotiven stationieren zu können. Ihren höchsten Punkt (Scheitelpunkt) erreicht die Strecke an der Brücke der L 3043 bei Hirzenhain-Bahnhof (501,5 m ü. NHN), die einerseits die größte Straßenbrücke der Strecke ist, und andererseits den tiefsten Einschnitt überquert.
Bereits zwölf Jahre später, 1923, war die Zahnstange allerdings schon wieder überflüssig. Die neuen Loks der Baureihe T 16.1 bewältigten die Steilstrecke im Reibungsbetrieb, was den Betriebsablauf wesentlich vereinfachte und verschnellerte (auf dem Zahnradabschnitt war die Maximalgeschwindigkeit vorher auf 15 km/h beschränkt). Nach Versuchen mit Lokomotiven der Halberstadt-Blankenburger Eisenbahn 1921, gab es im Juni 1923 auch Tests mit Loks der Reihe T 20, die aber wegen der sich abzeichnenden Schäden am Oberbau abgebrochen wurden. Die Zahnstange wurde letztlich im Jahr 1925 aus dem Gleis entfernt.

#### Im Zweiten Weltkrieg
Am 9. September 1944 gab es Luftangriffe auf Personenzüge am Bahnhof Gönnern und zur gleichen Zeit am Bahnhof Herrnberg durch Jagdflugzeuge der US Army Air Forces, wobei einige zivile Opfer beklagt werden mussten. Weitere Tote gab es bei ähnlichen Attacken gegen Züge der Scheldetalbahn in den darauffolgenden Monaten.
Am 19. Februar 1945 gab es einen Tieffliegerangriff auf den Haltepunkt Niederscheld Nord, getroffen wurden fahrende Züge. Auch hier kam es zum Verlust mehrerer Menschenleben.

### Nach dem Zweiten Weltkrieg

#### Entwicklung in der Nachkriegszeit
Am 24. Mai 1945, knappe zwei Monate nach dem Einmarsch der amerikanischen Truppen in Mittelhessen, nahm die Scheldetalbahn wieder ihren planmäßigen Betrieb auf ganzer Strecke auf. In den Jahren des wirtschaftlichen Wiederaufstiegs – ab Währungsreform 1948 bis in die 1950er-Jahre – erlebte die Scheldetalbahn ihre wirtschaftlich besten Jahre. Berufspendler zu den Industriestandorten und zu den Kreisstädten Biedenkopf und Dillenburg sowie Schüler mit gleichen Zielen fanden nicht genügend Platz in den überfüllten Zügen.
Doch schon bald war der Niedergang der Verbindung absehbar. Nach und nach wurden die Gruben im Schelderwald aufgegeben. Nachfolgend wurden auch die Hüttenbetriebe geschlossen; mit dem Güterverkehr brach auch der Personenverkehr ein – war er doch stark von den Gruben- und Hüttenarbeitern geprägt. 1966 erfolgte die Einstellung des Verkehrs auf der Zweigstrecke zum Augustusstollen, auf der schon in den 1950er Jahren nur noch wenige Züge unterwegs waren. In den 1960ern ruhte der Verkehr teilweise sogar ganz. Zwei Jahre später folgte der Abbau der Zweigstrecke und auch das Aus für das Hochofenwerk. Folgend wurde der Güterverkehr auf dem steileren Abschnitt zwischen Dillenburg und Niedereisenhausen eingestellt, auch weil hier verstärkte Vorschriften für den Güterverkehr galten (u. a. Verwendung von zwei Loks).
Um die Attraktivität der Strecke noch einmal zu erhöhen, richtete man zum 1. Oktober 1955 neue Haltepunkte in Breidenstein und bei Wiesenbach ein. Doch ab Mitte der 1970er Jahre wurde der Fahrplan immer weiter ausgedünnt.

„Bei der grinnsche Eisebahne gibt´s so viele Kleinstatione,
neuerdings ihr Leut hört zu, kommt `ne Hauptstation dazu.
Auf der grinnsche Eisebahne gibt´s gar viele Haltstatione:
Walle, Gönnern, Wesseboach, Brärrestäh on Bräreboch.
Heute, ja nun ist´s so weit, heute wird sie eingeweiht.
Nach vielen Jahren an der Zahl hält der Zug das erste Mal.
Darum freuen sich nicht minder all die Großen und die Kinder.
Zeuge bei der ersten Fahrt: Schule, Bürgermeister, Magistrat.
Alles Gute zum Gelingen wollen wir hier nun noch bringen.
Möge sie zum Segen sein allen uns von Breidenstein.“

#### Ende der Dampflokzeit und Lokdenkmal in Gönnern
Auf der Scheldetalbahn endete die Dampflokzeit vergleichsweise spät, da die für Steilstrecken dank ihrer hydrodynamischen Bremse geeigneten V 100 (Baureihe 213) noch auf der wichtigeren Steilstrecke im Verlauf der Murgtalbahn nach Freudenstadt im Schwarzwald gebraucht wurden. Zuletzt waren beim Bw Dillenburg fünf Steilstrecken-Dampfloks der Baureihe 94.5-17 im Bestand, von denen werktäglich drei auf den Strecken nach Biedenkopf und Ewersbach eingesetzt wurden.
Vom 29. April bis 1. Mai 1972 fanden in Gönnern die „Verkehrstage '72“ statt. Dazu gehörte die Einweihung des bereits am 14. April am Kreuzungsbahnhof aufgestellten Lokdenkmals der von 1927 bis 1971 hier eingesetzten Lok 94 1538. Im Februar 1972 genehmigte die Bundesbahn das Aufstellen der bereits am 22. Dezember des Vorjahres ausgemusterten Lok auf dem Bahngelände in Gönnern. Im Vorfeld hatte der örtliche Bauunternehmer Herrmann Müller und der Verein zur Förderung des Fremdenverkehrs „Erholungsgebiet-Rothaargebirge-Schelderwald“ bei der DB einen Antrag gestellt, die geputzte, gestrichene und geschmückte Lok als Denkmal aufzustellen. Dort blieb diese – nachdem die Kräfte des Bauunternehmers, der die Lok lange pflegte, nachließen, den Witterungen ausgesetzt – bis September 1997. Zum Zeitpunkt ihrer Abholung war sie einem sehr schlechten Zustand: Da sich zuletzt niemand mehr um die Lok gekümmert hatte, war sogar das Dach des Führerstands eingestürzt. Danach wurde die 94 1538 als einzige Lok dieser Baureihe betriebsfähig aufgearbeitet und ist (Stand 2025) immer noch unterwegs (siehe Preußische T 16.1 #Erhaltene Exemplare).
An jenem Aktionswochenende fand auch die letzte Dampflokfahrt im Scheldetal statt: Am 30. April um 9.52 Uhr verließ der Zug Dillenburg. Zuglok war die 094 540-2, die frühere 94 1539. Eine Diesellok (213 337-9) musste den sechswagigen Sonderzug mit vielen Fahrgästen schieben. Nur wenige Tage zuvor waren diese Fahrzeuge der steilstreckentauglichen Baureihe 213 als Ersatz für die Dampfloks in Dillenburg angekommen.

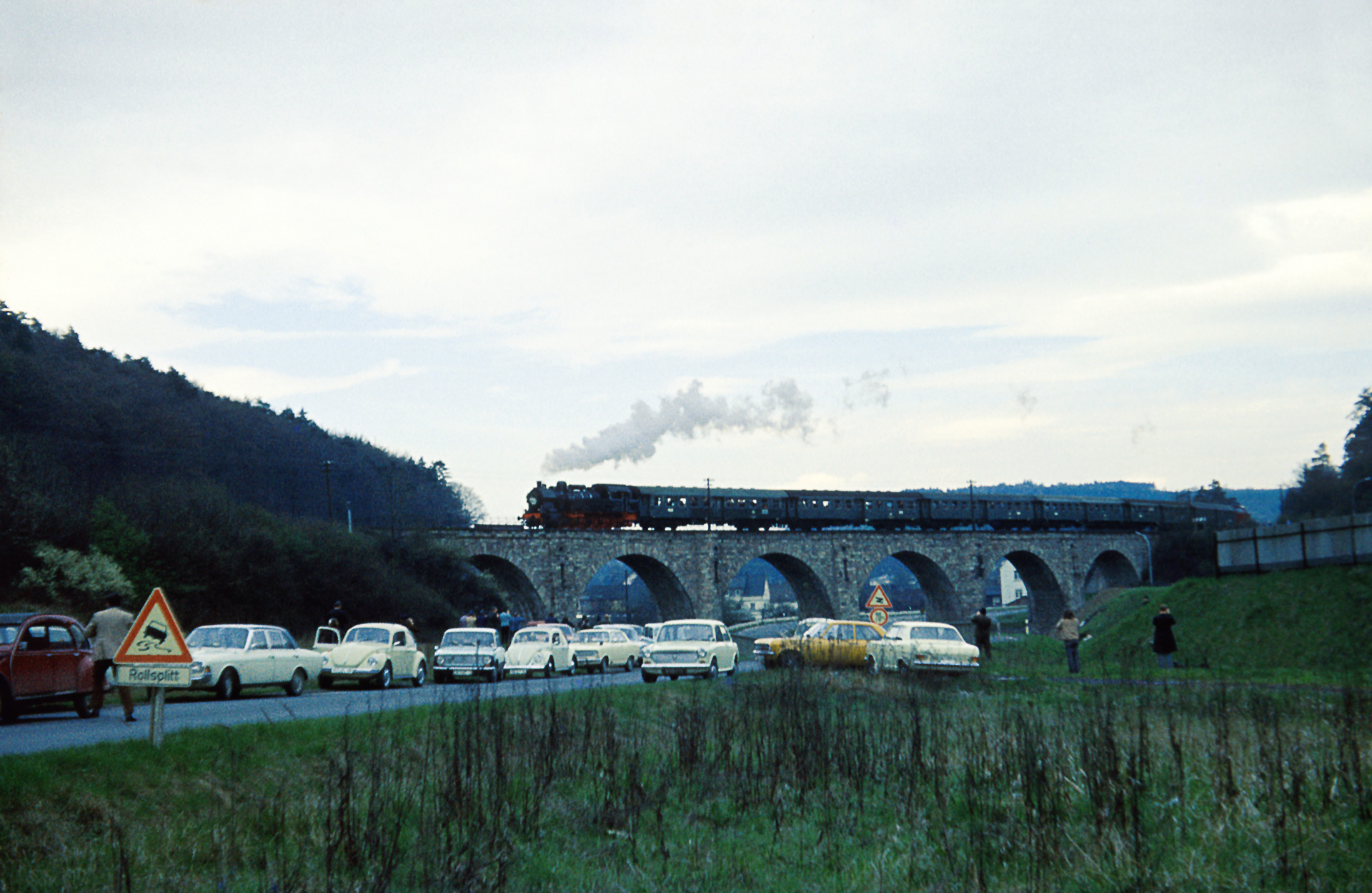
Der Abschiedszug mit 094 540 und 213 377 überquert das Niederschelder Viadukt (1972)
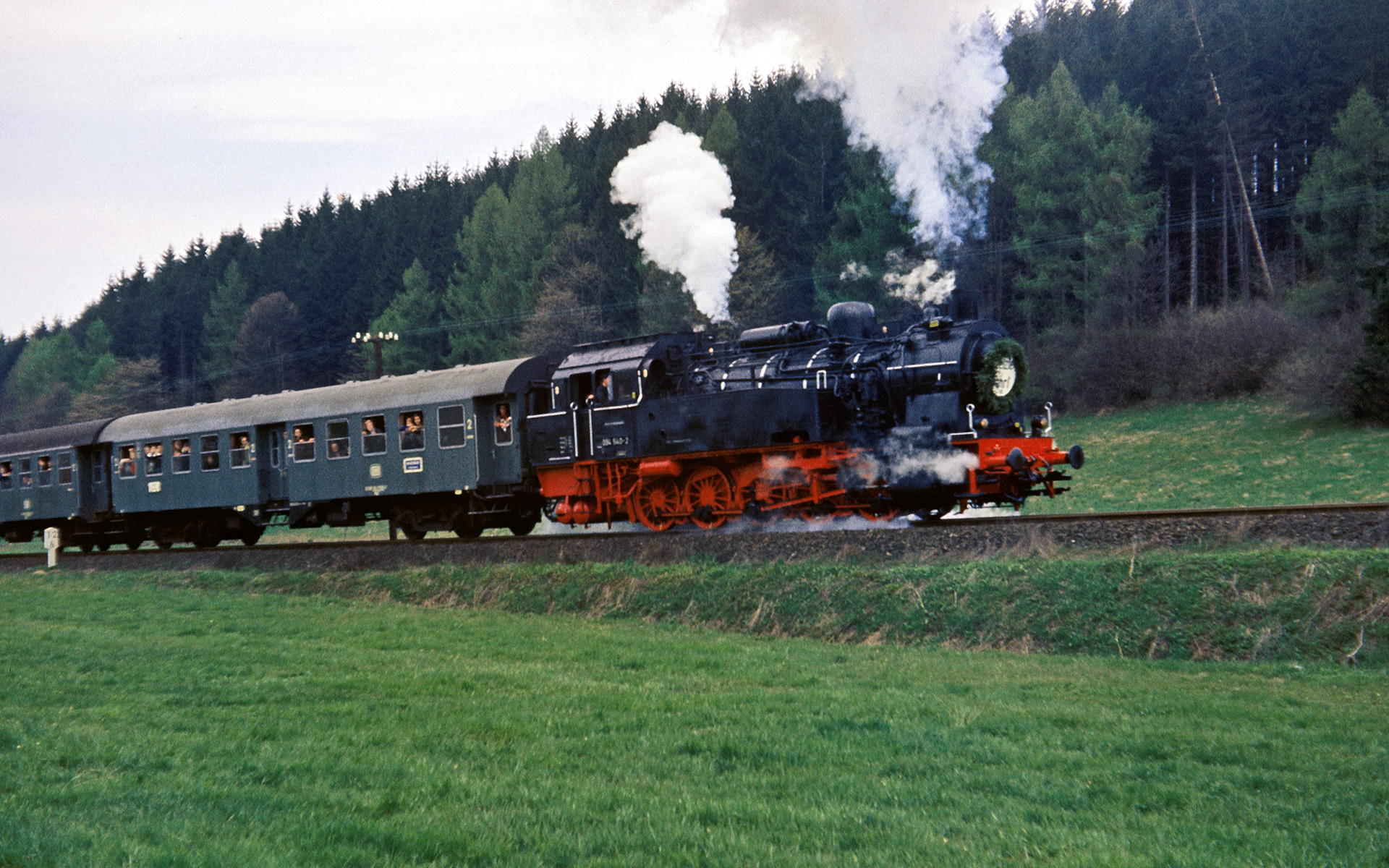
094 540 fährt auf der Abschiedsfahrt die Steilstrecke hinauf (1972)
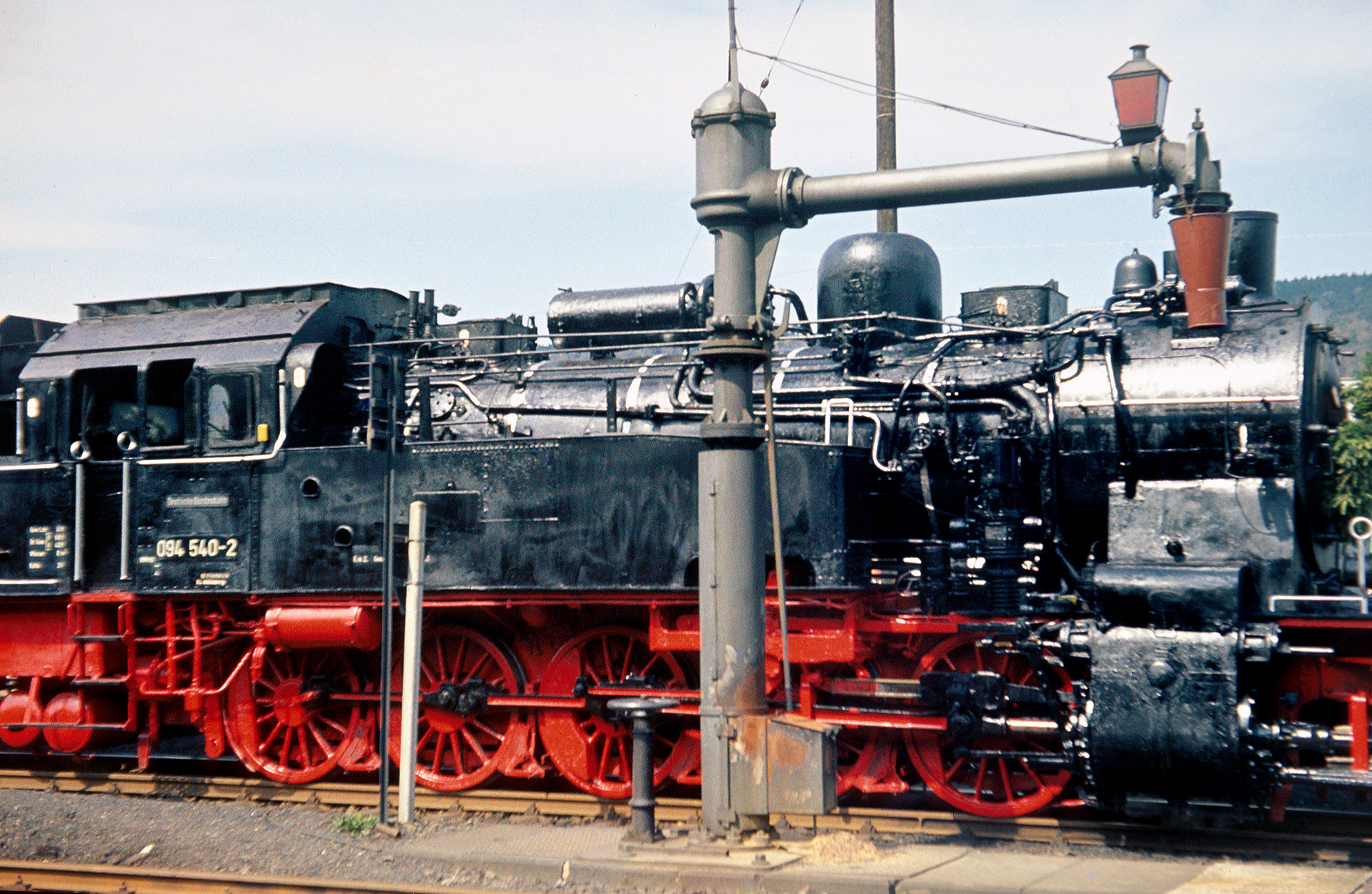
Abschiedszuglok 094 540 beim Wasserfassen in Gönnern (1972)
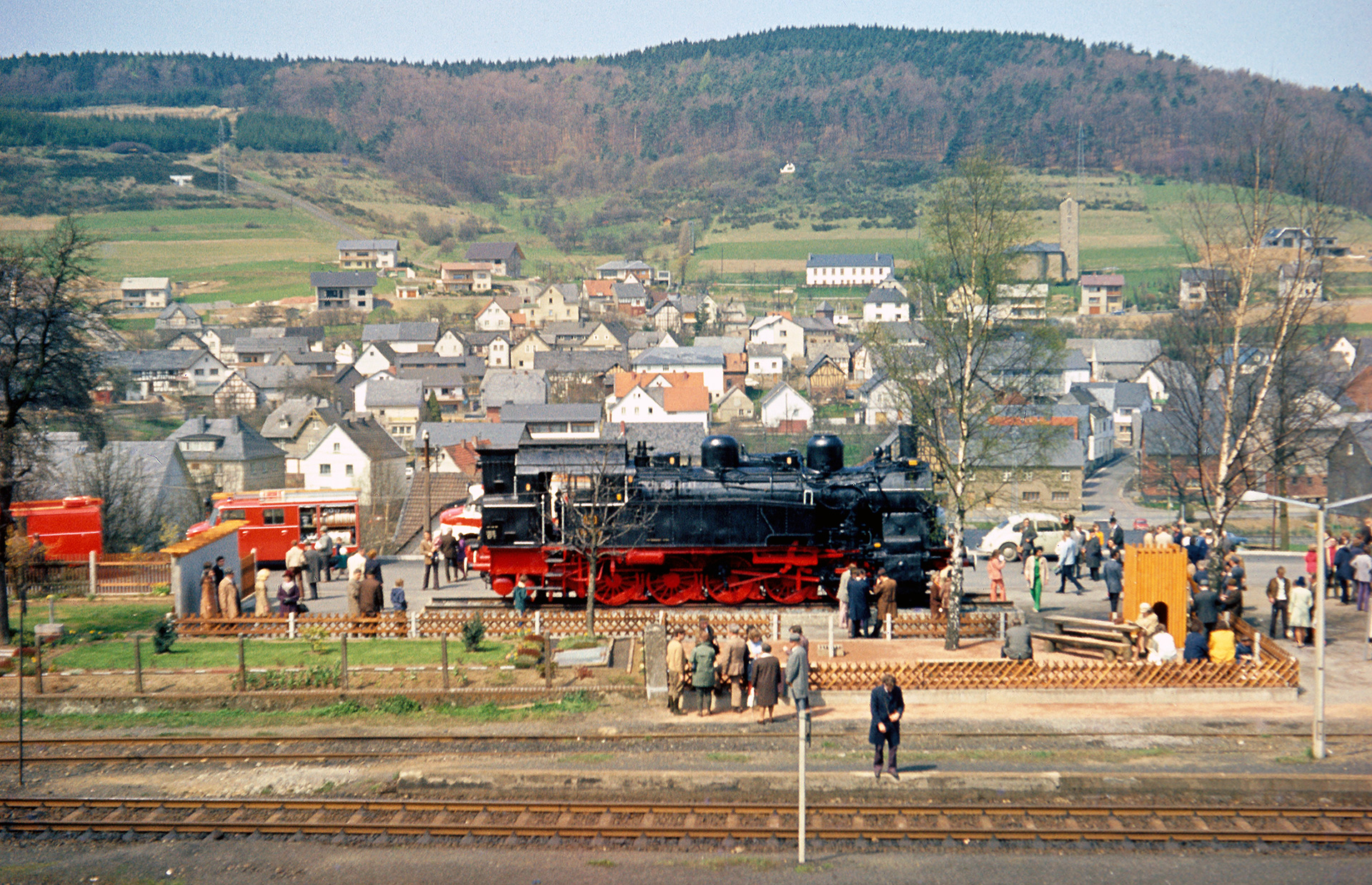
Einweihung des Lokdenkmals 94 1538 am 30. April 1972 in Gönnern
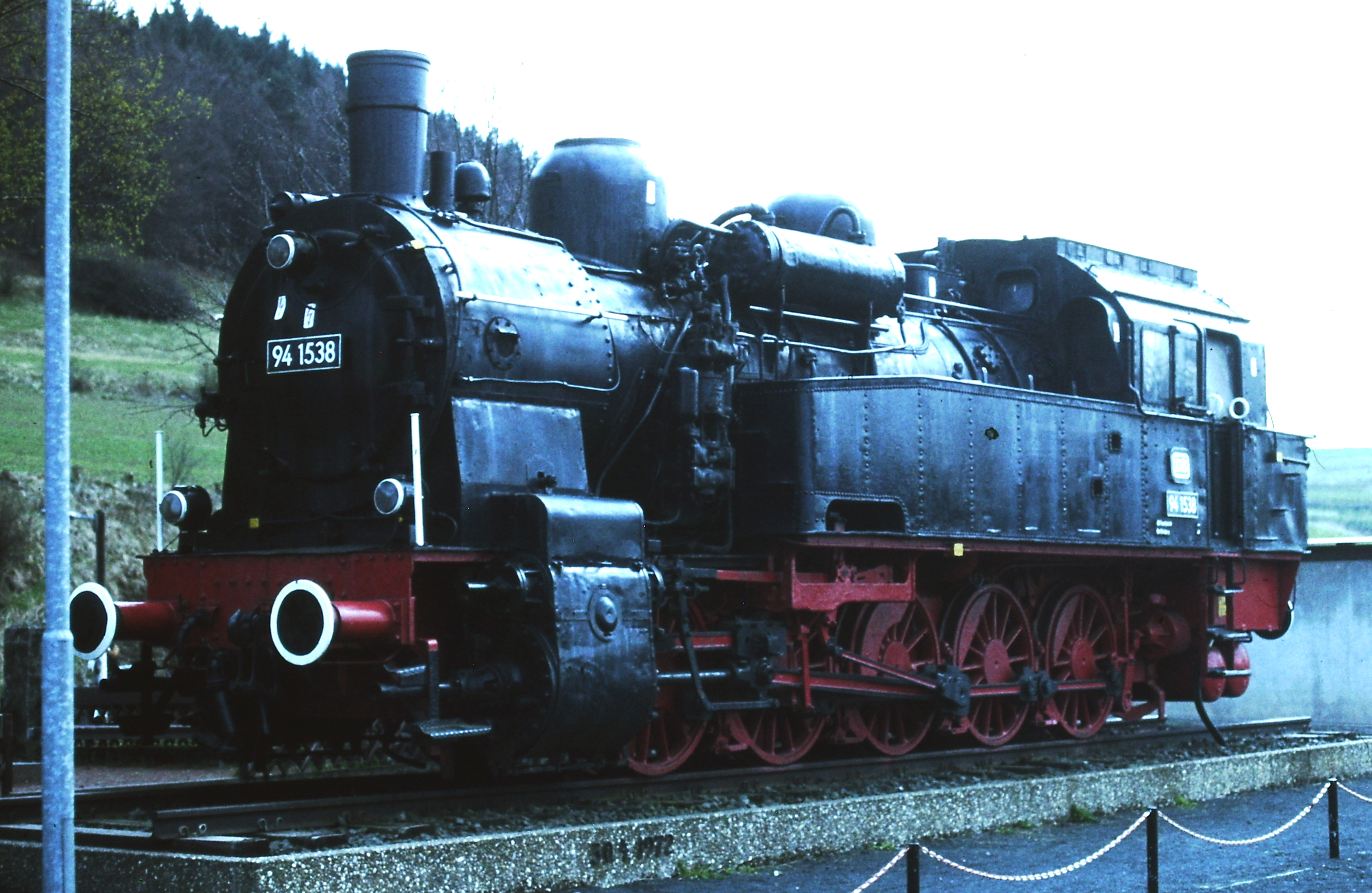
Das Lokdenkmal in Gönnern zehn Jahre nach seiner Aufstellung (1982)

#### Unglück beim Perfhochwasser 1984

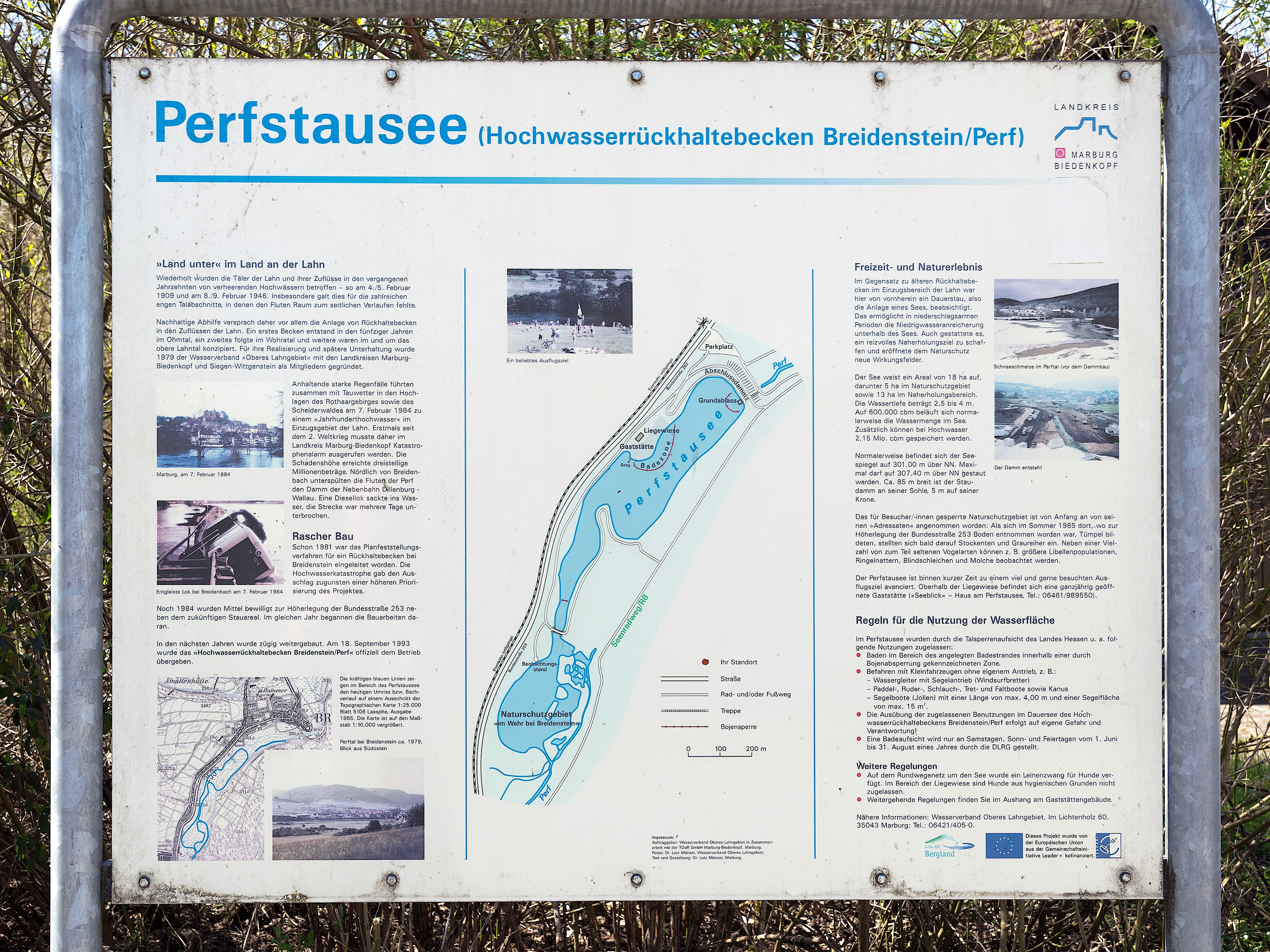
Infotafel zur Geschichte des Perfstausees mit Hintergründen zum Hochwasser (links)

Wegen intensiven, andauernden Niederschlägen und vermehrter Schneeschmelze in der Nacht zum 7. Februar 1984 stieg die Wasserführung der Lahn und ihrer Zuflüsse so extrem an, dass Katastrophenalarm ausgerufen werden musste. Südlich der Firma Christmann & Pfeifer, etwa dort, wo der Bahndamm heute durch den neuen Perf-Verlauf durchbrochen ist (Streckenkilometer 29,1), unterspülten die Fluten der Perf am Morgen des 7. Februar den Damm der Scheldetalbahn, unter dem Gewicht einer Diesellok sackten Gleise und Bahndamm nach rechts ab und diese fiel kurz nach sieben Uhr ins Wasser.
Der Lokführer des aus Richtung Wallau kommenden Zuges hatte einen Vorsichtsbefehl und fuhr auf Sicht, nur knapp 10 km/h. Große Teile des Bahndamms scherten in Fahrtrichtung rechts ab, die Lok neigte sich in dieselbe Richtung und kippte schließlich ins Wasser. Der Lokführer aus Rüppershausen in Wittgenstein konnte erst durch die Rettungskräfte befreit werden. Auch große Teile des Führerhauses lagen unter Wasser. Die Kupplung zwischen Lok und erstem Wagen war gerissen, wodurch die drei Personenwagen auf dem Bahndamm stehen blieben. In denen befand sich nur ein Zugführer, da es sich um die Überführung eines Leerreisezuges nach Gönnern handelte. Bei der Lok mit der Nummer 211 132-6 handelte sich ausnahmsweise um keine steilstreckentaugliche Baureihe 213, da der Bahndamm unterhalb der Steilstrecke auch beschädigt war.
Während der Sperrung des betroffenen Streckenabschnittes musste der Güterverkehr zum inzwischen vom Buderus-Konzern als Buderus Guss übernommenen „Breidenbacher Hütte“ notgedrungen über die eigentlich für den Güterverkehr bereits geschlossene Steilstrecke zwischen Hirzenhain und Herrnberg aufrechterhalten werden. Dafür waren pro Zug zwei steilstreckentaugliche Loks vorgeschrieben (bei Bergfahrt mit Nachschiebebetrieb, bergab beide Loks an der Zugspitze). Der Personenverkehr wurde in der Zwischenzeit als Schienenersatzverkehr mit Bussen abgewickelt.
In den folgenden Tagen zog sich das Wasser zurück und so konnten zunächst die in die Luft ragenden Gleisreste entfernt sowie Stahlbetonfundamente eigens für die Stützen des Bergungskrans gegossen werden. Neben der Lok, wo sich zuvor der Bahndamm befand, wurde der Untergrund mit alten Holzschwellen ausgelegt, um die Lok darauf aufrichten zu können und ein absacken dabei zu vermeiden. Eine Woche nach dem Unglück, am 14. Februar, rückte dann der stärkste Kran der Bundesbahn, genannt „Goliath“ und ausgelegt für 150 Tonnen Last, samt einem Schutzwagen für den Ausleger, einem Gegengewichtswagen und einem Begleitwagen an. Zur Unterstützung war noch der Hilfszug aus Gießen mit einem Einheitshilfsgerätewagen vor Ort.
Zunächst wurde der Kran mit dem Gegengewichtswagen an das Dammende gefahren. Nach dem Ausfahren der Stützen und dem Anhängen eines Gegengewichts konnte die 64 Tonnen schwere Lok angehängt und auf die Holzschwellen aufgesetzt werden. Dann wurde das zweite Gegengewicht angehangen und der Gegengewichtswagen weggezogen. Schließlich folgte die endgültige Bergung: Der Kran hob die Lok an, sobald genug Höhe erreicht war, schwenkte er um 180 Grad und setzte sie auf das Gleis. Nachdem der Kran abgebaut war, wurde sie mit dem Hilfszug zum Bahnhof Wallau gebracht und die übrigen Fahrzeuge traten die Rückreise an. Das alles geschah unter den Augen zahlreicher Schaulustiger und Eisenbahner.
Trotz der verheerenden Schäden am Bahndamm wurde die Strecke aufwendig wieder hergerichtet und konnte schon am 20. Februar wieder freigegeben werden. Den entstandenen Schaden bezifferte die Bundesbahn auf 500.000 D-Mark. Die verunglückte Lok kam nach ihrer Ausmusterung über Umwege zum Stahlkonzern ArcelorMittal, wo sie, Stand 2024, noch immer im Einsatz ist.

### Niedergang und Stilllegungen

#### Einstellung des Personenverkehrs und Abbau
Nachdem der Güterverkehr auf der Steilstrecke bereits in den 1960ern eingestellt worden war, folgte auf der gesamten Strecke mit dem Ablauf des Winterfahrplans 1986/87 am 30. Mai 1987 der bereits seit Mitte der 1970er fast nur noch für Schüler wichtige und immer weiter ausgedünnte Personenverkehr. Die einst im Arbeiterverkehr und den Grubenbetrieb genutzten Stationen (Nikolausstollen, Herrnberg) sowie einige kleinere fernab von den Siedlungen (so Wiesenbach) wurden zuletzt ohne Halt durchfahren. In der letzten Fahrplanperiode verkehrte nur noch ein einziges werktägliches Zugpaar. Am Wochenende ruhte der Verkehr Samstags ab 7.45 Uhr sowie sonn- und feiertags ganz. Den übrigen Personenverkehr übernahm nach der Einstellung die bis heute bestehende Omnibus-Regionallinie 491.
Vier Jahre später, am 1. Juni 1991, traf die Einstellung auch den Güterverkehr zwischen Niedereisenhausen und Breidenbach. Von da an wurden die ehemaligen Bahnhofsgleise in Breidenbach durch Buderus Guss als Werksgleise verwendet. Bei seiner Gründung 1987 sah der damalige Museumseisenbahn- und Bergbauverein Scheldetal e. V. (heutiger Bergbau- und Feldbahnverein Schelderwald e. V.) noch vor, auf einem Teilstück der Scheldetalbahn einen Museumsbahnbetrieb mit Dampflok einzurichten, doch alle Bemühungen scheiterten und in den Jahren danach ließ die Deutsche Bundesbahn den inzwischen stillgelegten Teil der Strecke nach und nach abbauen. 1990 erfolgte der Abbau von Gönnern bis Niedereisenhausen, ab Anfang 1991 im Abschnitt Hirzenhain – Gönnern, 1992 von Dillenburg bis Hirzenhain und 1993/94 zwischen Niedereisenhausen und Breidenbach. Die Gleise wurden nach Italien verkauft, wo sie, Stand 2013, noch heute ihren Dienst tun.
Im August 1993 kehrte der Personenverkehr für einen Tag auf den Restabschnitt der Strecke zurück. Anlässlich des Biedenkopfer Stadtfestes pendelte ein mintgrüner Triebwagen der Baureihe 628 (628 472-0) zwischen Biedenkopf und dem Bahnhof Breidenbach, mit Halt in Wiesenbach und Breidenstein.

#### Aufgabe des Güterverkehrs bis Breidenbach
Im Jahr 2002 ging die Strecke in das RegioNetz Kurhessenbahn über, das zum EIU DB RegioNetz Infrastruktur GmbH gehört. Seit im November 2001 das Stellwerk in Wallau demontiert wurde befindet sich am Abzweig eine ortsbedienente Weiche. Bis zum Fahrplanwechsel am 15. Dezember 2002 herrschte auf dem verbliebenen Restabschnitt zwischen Wallau (Lahn) und Breidenbach noch geringer Güterverkehr zu Buderus Guss in Breidenbach. Das Streckenende mit Prellbock lag damals unmittelbar vor dem ehemaligen Bahnübergang Buderusstraße. Das Breidenbacher Bahnhofsgelände war bereits nach dem Abbau der restlichen Strecke durch Buderus Guss gekauft worden und wurde somit Teil von deren Werksgelände. Im Zuge des Programms „MORA C“ von DB Cargo wurde die Bedienung des Tarifpunktes Breidenbach (der seit 2001 als Anschlussgleis über die Ausweichanschlussstelle Wallau bedient wurde) eingestellt. 
Zu den Werksloks und dem innerbetrieblichen Eisenbahnverkehr bei Buderus Guss siehe im Unternehmensartikel.
Teile der Trasse zwischen dem ehemaligen Haltepunkt Wiesenbach und der Firma Buderus Guss in Breidenbach wurden anschließend von der Gemeinde Breidenbach gekauft. Im April 2004 wurde dieser Abschnitt dann ab- und teilweise auch überbaut. Seitdem befindet sich ein Prellbock unweit des ehemaligen Bahnsteiges in Wiesenbach. Ein Abbau des Abschnitts von Wiesenbach bis Wallau erfolgte nicht, da die Kurhessenbahn zeitweise beabsichtigte, bis zum Haltepunkt Wiesenbach einen Ausflugsverkehr zum Perfstausee einzurichten. Diese Planungen wurden aber zwischenzeitlich verworfen.

### Aufschwung für den Restabschnitt
Nach den enormen Waldschäden des Orkans Kyrill im Januar 2007 bestand kurzfristig der Bedarf an Transportkapazitäten im Schienengüterverkehr. In Zusammenarbeit zwischen der Stadt Biedenkopf, dem Landkreis Marburg-Biedenkopf und der Kurhessenbahn wurde an der Scheldetalbahn zwischen den ehemaligen Haltepunkten Breidenstein und Wiesenbach die „erste hessische Holzverladestelle“ eingerichtet. Seit dem 1. April 2007 findet dort Güterverkehr in Form von Holzabfuhr statt (siehe Abschnitt „Betrieb/Verbliebener Restabschnitt“).
Nachdem der Verkehr dort zwischenzeitlich wieder abnahm ist seit den 2020er-Jahren wieder mehr Verkehr anzutreffen. Außerdem gibt es, nachdem eine zwischenzeitlich geplante Stilllegung des Abschnitts abgewendet wurde, Planungen einen Güterumschlagplatz an der Stelle der Holzverladestelle einzurichten (siehe dazu Abschnitt „Zukunft/Verbliebener Restabschnitt“).
Zum 100-jährigen Jubiläum der Gesamtstrecke im Jahr 2011 gab es eine umfangreiche Bildausstellung (rund 600 Bilder) mit Modellen und Vorträgen zum Thema.

## Betrieb und Fahrzeugeinsatz

Preußische T 26, bis 1923 eingesetzte Zahnradlok

### Gesamtstrecke vor der Stilllegung
Bemerkenswert war, dass zwischen Herrnberg und Hirzenhain ein Steilstreckenabschnitt mit einer maximalen Steigung von circa 60 Promille zu überwinden war, der bis 1923 sogar mit einer Zahnstange (System Abt) ausgerüstet war. Für den Zahnradbetrieb standen vier Loks der Reihe T 26 (Nummern 9001–9004) zur Verfügung. Bei durchlaufenden Zügen wurde, sofern nicht ohnehin eine T 26 am Zug war, in Herrnberg und Gönnern umgespannt. Die Sicherheitsvorschriften besagten dabei, dass die Züge hier jeweils nur aus der Lok und zwei Wagons bestehen durften. Die Zahnradlok musste jeweils talwärts vor den Wagen angekuppelt werden.

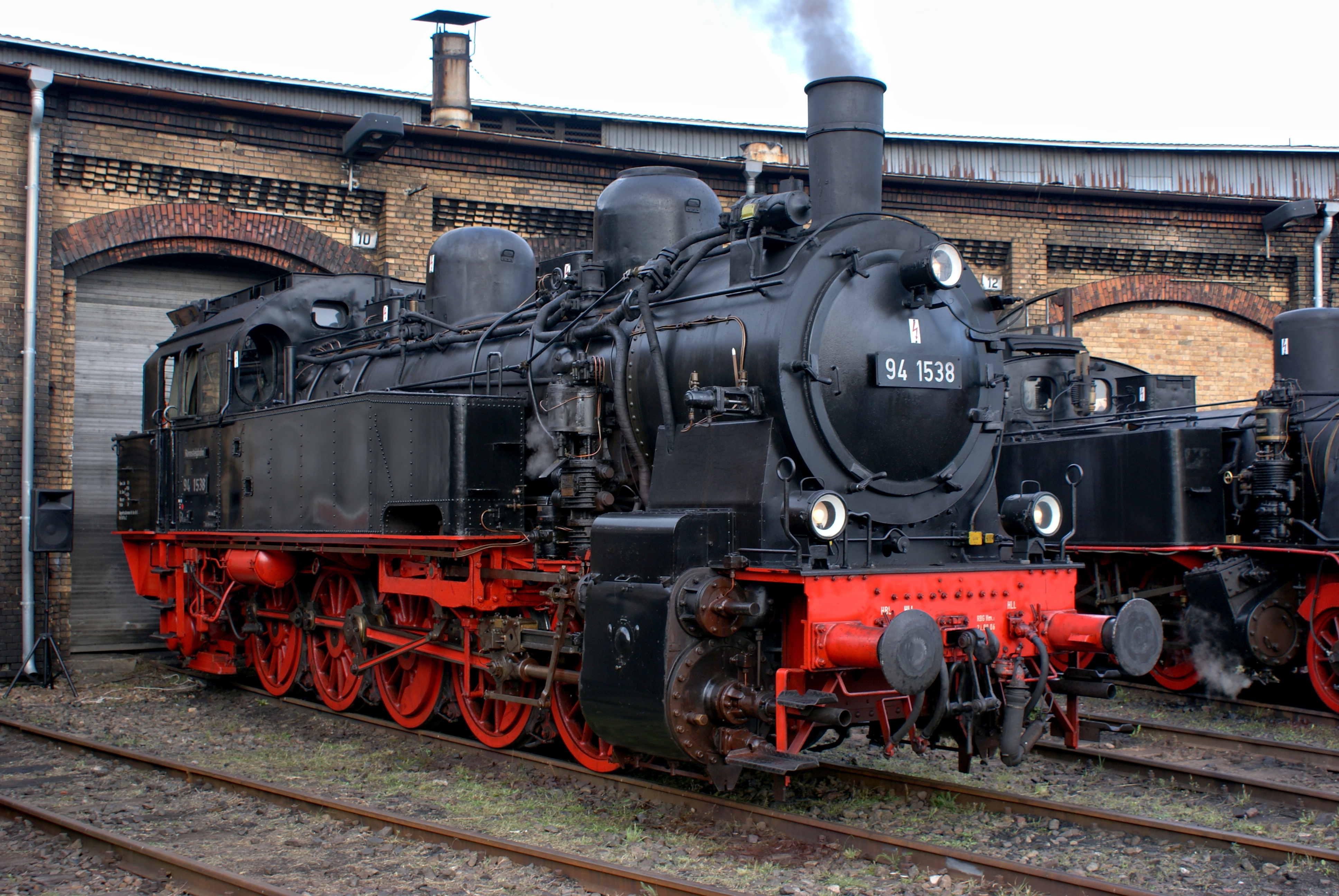
Hier eingesetzte Lok der Baureihe 94.5–17 (stand auch als Denkmal vor dem Bahnhof Gönnern (siehe Ende der Dampflokzeit und Lokdenkmal in Gönnern))

Danach waren dort spezielle Triebfahrzeuge mit Steilstreckenzulassung notwendig: Zum Einsatz kamen anfangs die mit einer hier notwendigen Riggenbach-Gegendruckbremse ausgerüsteten Loks der Baureihe 94.5–17 des Bahnbetriebswerks Dillenburg, die der Volksmund am hinterländischen Teil der Strecke „Grinsches Lies'che“ nannte. Meist zogen sie zwei bis drei vierachsige Umbauwagen, teilweise war auch noch ein Gepäckwagen beigekuppelt. Die Steilstrecke musste diese Baureihe bergauf immer mit der Front voraus befahren. Auf dem unteren Abschnitt bis Hochofen und Nikolausstollen wurden auch andere Loks des Bw Dillenburg eingesetzt, wie die Baureihe 50 oder Ende der 1960er-Jahre auch die Baureihe 65.

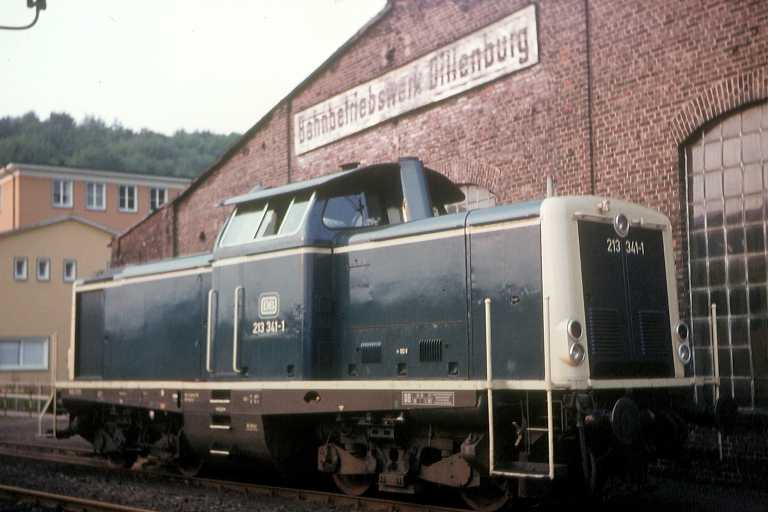
Erste hier eingesetzte Lok der Baureihe 213 (213 341) vor dem Bw Dillenburg (1983)

Ab 1956 kamen sukzessive auch erste steilstreckentaugliche, zweimotorige Schienenbusse der Baureihe 798 aus dem Bahnbetriebswerk Gießen zum Einsatz, ab 1960 regelmäßig. Nach Ende der Dampflokzeit 1972 kamen zu den Uerdinger Schienenbussen mit Steilstreckenzulassung auch alle zehn Diesellokomotiven der Baureihe 213 mit, meist zwei, Silberlingen. Diese übernahmen fortan den Löwenanteil der Leistungen, während die Schienenbusse (meist zwei- oder dreiteilig) zuletzt wochentags nur noch eine frühmorgendliche Fahrt von Gönnern nach Dillenburg ausführten. In den Schulferien übernahmen die Schienenbusse den Gesamtverkehr. Zeitweise verkehrte auch planmäßig eine Kombination aus Diesellok mit Silberlingen und zweiteiliger Schienenbusgarnitur im Schlepp.
Betrieblicher Mittelpunkt und Kreuzungsbahnhof der Scheldetalbahn war Gönnern. Der größte und wichtigste Güterbahnhof der Strecke war der Rangierbahnhof Oberscheld-Hochofen. Von dessen umfangreichen Gleisanlagen aus wurden die Anschlüsse zur Schelder Hütte (bis 1968), zur Grube Prinzkessel, zur Grube Königszug (bis 1968) und die Stichstrecke zum Augustusstollen (bis 1966) sowie das Hochofenwerk selbst angebunden. Außerdem wurde er auch als Kreuzungsbahnhof genutzt. Im Werk gab es zwei feuerlose Dampflokomotiven und eine Diesellok. Die Zug- und Rangierfahrten wurden durch das Stellwerk Oberscheld Hochofen koordiniert, dessen Gebäude bis heute besteht. Im Bahnhof Nikolausstollen war für den Verschub ein straßenbahnähnlicher Inselbetrieb mit 500 V Wechselstrom eingerichtet worden und eine 380 Meter lange Seilbahn verband die obere Tagesanlage mit dem Grubenbahnhof.
Personenzüge endeten grundsätzlich nicht in Wallau, sondern wurden von Beginn an bis zum Bahnhof Biedenkopf durchgebunden. Auch am anderen Ende endeten die meisten Personenzüge nicht im Bahnhof Dillenburg, sondern fuhren über die Dietzhölztalbahn weiter bis nach Ewersbach. Aus diesem Grunde wurde die Scheldetalbahn seit 1911 auch im Kursbuch gemeinsam mit dieser dargestellt. In Dillenburg fuhren die Züge dieser Strecke von den gleichzeitig stillgelegten Gleisen 9 und 10 ab. Bemerkenswert war, dass es bis zuletzt ein durchgehendes Zugpaar Ewersbach – Biedenkopf sowie einen mittäglichen Pendel Dillenburg – Oberscheld Ort gab. In den letzten Jahren gab es nur noch wenige Zugpaare pro Tag, zuletzt werktags zu Schulzeiten nur zwei, zu Schulferienzeiten sogar noch weniger. Am Wochenende ruhte der Verkehr ganz.

### Verbliebener Restabschnitt

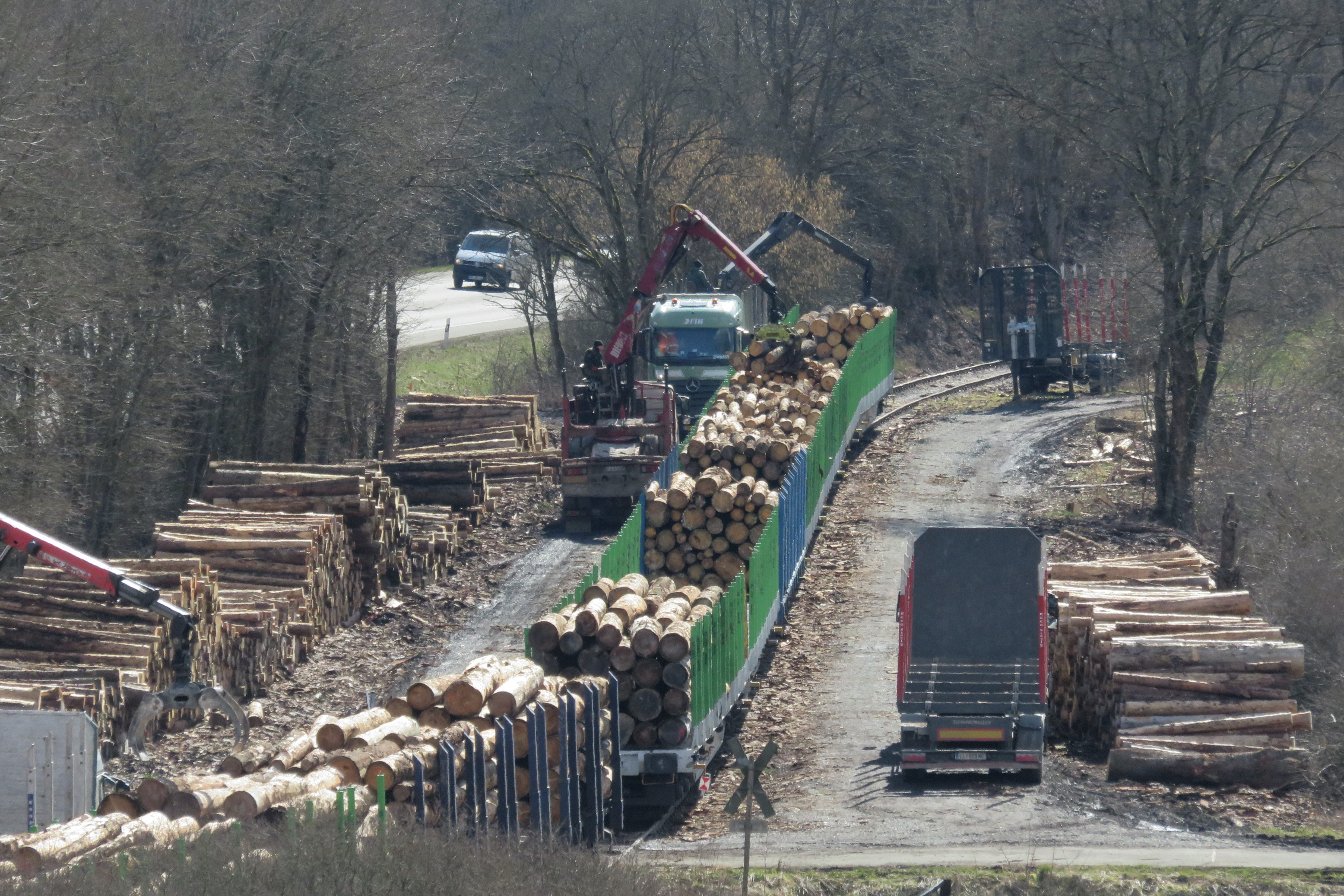
Holzverladung an der Verladestelle (2021)

Seit dem 1. April 2007 findet auf dem Reststück der Scheldetalbahn, das seit 2001 betrieblich nur noch ein Anschlussgleis der Ausweichanschlussstelle Wallau (FWAA) ist, wieder Güterverkehr statt. Um Windbruchholz von Orkan Kyrill abtransportieren zu können, wurde auf freier Strecke zunächst provisorisch die neue Holzverladestelle Breidenstein eingerichtet. Hierbei wurde eine Ladestraße parallel zum Streckengleis angelegt, die das gleichzeitige Beladen von mehreren Holztransportwagen ermöglicht. Da sich ein langfristiger Bedarf für diese zentral gelegene Holzverladestelle abzeichnete, hat das Land Hessen den weiteren Ausbau der Verladekapazitäten gefördert.
Wöchentlich wurden bis zu fünf Ganzzüge mit 18 Wagen zu Sägewerken vorrangig in Süddeutschland und Österreich abgefahren. Im Jahr 2008 wurden dadurch 9.600 LKW-Fahrten und 4,9 Millionen LKW-Kilometer vermieden. Traktioniert wurden die Güterzüge von der Kurhessenbahn, DB Cargo und anderen nichtbundeseigenen Eisenbahnen. Anfangs wurden überwiegend die beiden Loks der Baureihe 218 der Kurhessenbahn eingesetzt, als beide am 9. Juli 2007 nicht einsatzbereit waren, kam die Dampflok 52 8106 der Eisenbahnfreunde Treysa zum Einsatz, was zu einem öffentlichkeitswirksamen Spektakel wurde. Nachdem das Sturmholz abgefahren war, gab es nur unregelmäßig Transporte, teilweise nur zwei Züge pro Jahr. Zwischenzeitlich nutze auch die Firma Christmann & Pfeifer die Verladestelle für den Transport von Betonfertigteilen.
Im Rahmen des Aufschwungs auf der Strecke (siehe Abschnitt „Zukunft“) stiegen die Fahrtzahlen ab 2019 wieder an. Seit 2021 fahren wegen Trockenheit und größerem Schädlingsbefall der Fichten in der Region wieder wesentlich mehr Züge: 2021 fuhr man 110 mal von Breidenstein aus Holz über die Strecke ab, in etwa so viel wie zuletzt 2008. In Spitzenzeiten fuhren fünf Züge pro Woche. Die Verladestelle wird von der Stadt Biedenkopf wochenweise an zwei Verlader vergeben, die pro Woche jeweils zwei Züge beladen. Dabei werden die Züge meist von privaten Eisenbahnunternehmen traktioniert, Ziele sind ein Zellstoffwerk in Stendal sowie Verarbeiter in Bayern, Österreich, Slowenien und Rumänien. In den nächsten Jahren erwarten man allerdings wieder ein Abflachen des Verkehrsaufkommens, die Holzreserven sind dann erschöpft.
Da die weiterführende Strecke ab Wallau (Obere Lahntalbahn) tagsüber durch den Personenverkehr zu stark ausgelastet ist, fahren die Holztransportzüge morgens gegen 5 Uhr nach Breidenstein und abends gegen 22:30 Uhr zurück nach Marburg, wo sie zur Weiterfahrt meist mit Elektrolokomotiven bespannt werden. Die Züge sind bis zu 400 Meter lang, haben 20 bis 30 Waggons und können so bis zu 1.000 Festmeter Holz transportieren. Das entspricht um die 50 LKW-Ladungen.

## Heute

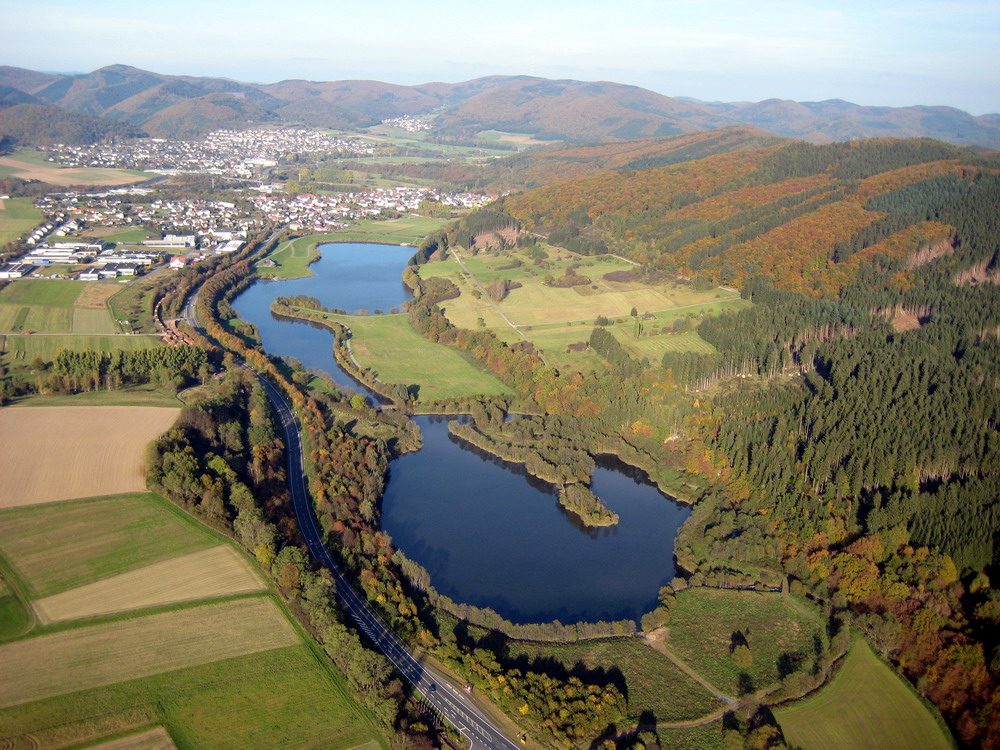
Der Perfstausee mit dem gesamten Restabschnitt der Scheldetalbahn („Perfstauseebahn“) und der parallelen B 253 (links)
Am unteren Bildrand das Streckenende, Mitte links die Holzverladestelle und oben links der Abzweig (2007)

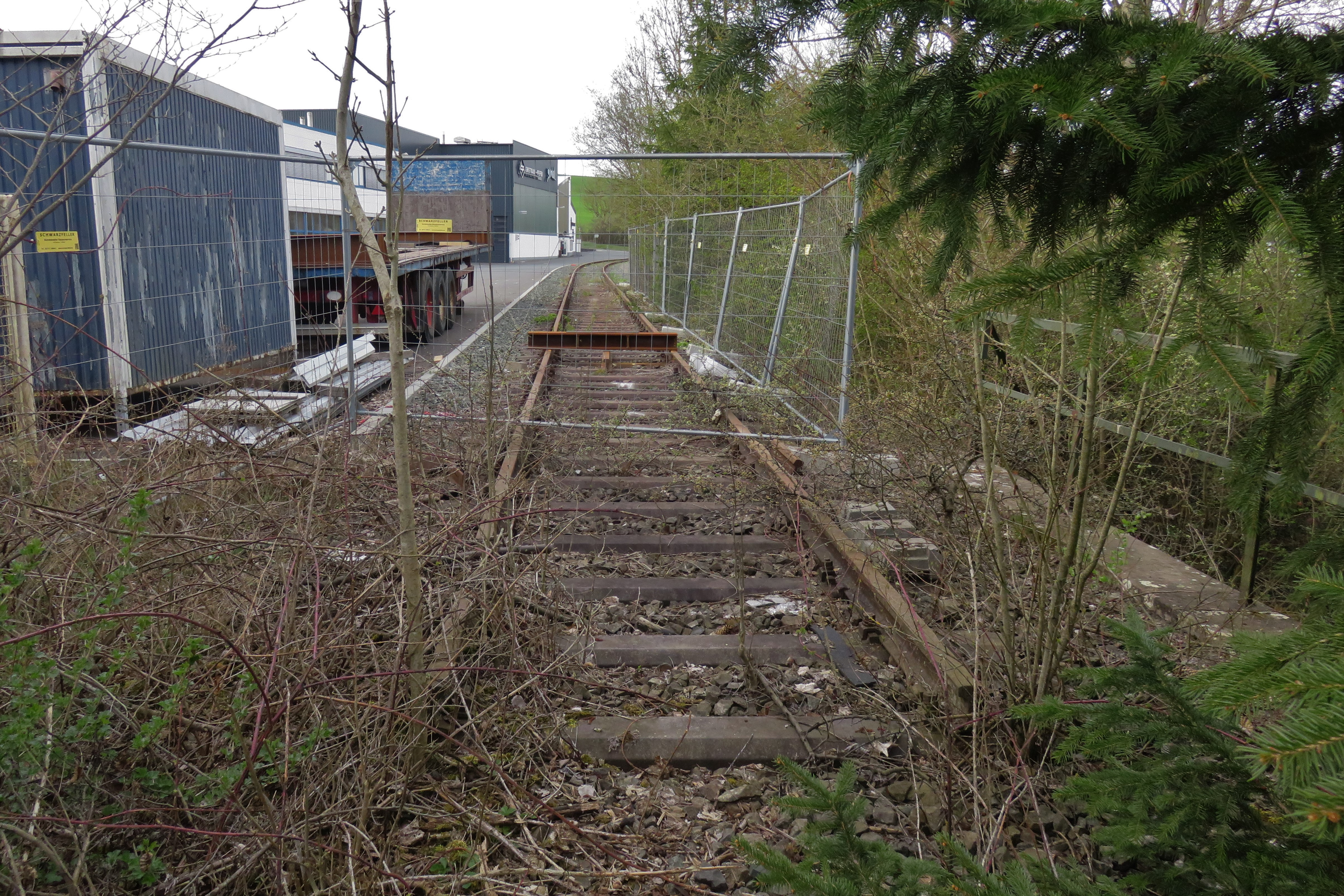
Heutiges Gleisende auf der Boxbach-Dole (2021)

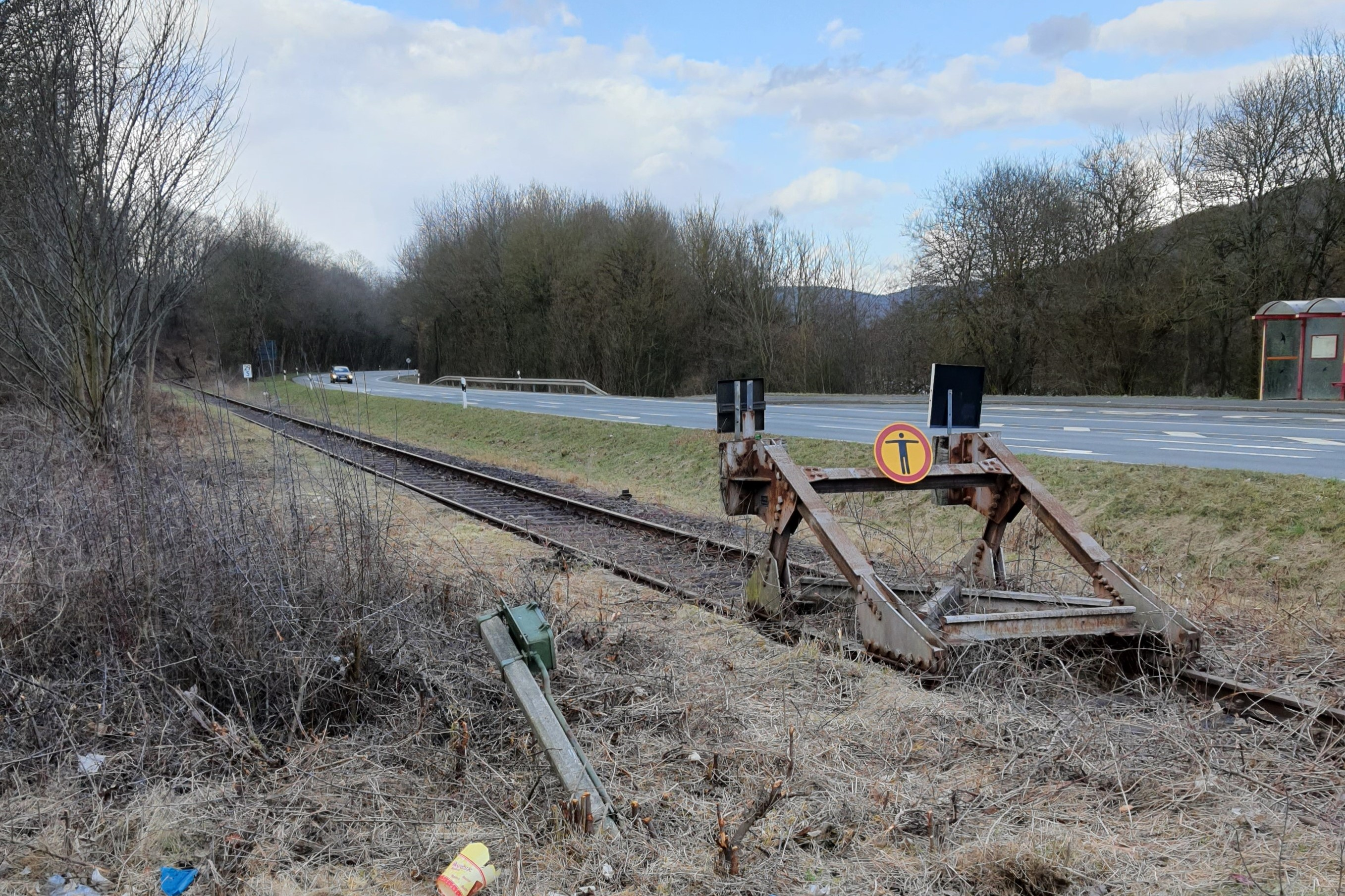
Heutiges Streckenende am Haltepunkt Wiesenbach (2021)

Bis heute erhalten ist also lediglich der drei Kilometer lange Teilabschnitt vom Abzweig Wallau (Lahn) bis zum Haltepunkt Wiesenbach (Streckenende, siehe Bild) bzw. bis zur Boxbach-Dole (Gleisende, siehe Bild), etwa 300 Meter weiter, der wegen seiner Parallelität zum Perfstausee und der Entfernung zum eigentlich namensgebenden Fluss Schelde umgangssprachlich auch „Perfstauseebahn“ genannt wird.

### Nutzung der Trasse
Die Trasse der Scheldetalbahn ist heute zwischen Wiesenbach und Dillenburg mitsamt allen Anschlussbahnen komplett abgebaut. In diesen Abschnitten wird sie wie folgt genutzt:
- Wallau – Wiesenbach: weiterhin Bahnstrecke (siehe dazu Abschnitt „Verbliebener Restabschnitt“)
- Wiesenbach: Werksgelände Christmann & Pfeifer
- Wiesenbach – Breidenbach: teilweise Bahntrassenradweg
- Breidenbach: Umgehungsstraße, Nahversorgungszentrum und Werksgelände Breyden (ehem. Buderus Guss)
- Breidenbach – Wolzhausen: Bahntrassenradweg (Hessischer Radfernweg R8)
- Wolzhausen: Parkplatz und Abstellplatz
- Quotshausen: Fußweg
- Quotshausen – Niedereisenhausen: Bahntrassenradweg
- Niedereisenhausen: Nahversorgungszentrum und Gewerbegebiet
- Gönnern: Häuser, Gebäude, Abstellplatz
- Frechenhausen: Gebäude und Abstellplatz
- Lixfeld: Häuser
- Hirzenhain-Bahnhof: Gebäude und Parkplatz
- Oberscheld Ort: Häuser, Parkplatz und Spielplatz
- Oberscheld Hochofen: rund 400 Meter lange Feldbahnstrecke mit Depot und Haltepunkt des Bergbau- und Feldbahnvereins Schelderwald e. V.[40][52]
- Niederscheld – Adolfshütte: Spielplatz, Fußweg und Häuser

### Relikte
Der ehemalige Streckenverlauf ist durch Bahndämme und einige Brücken noch zu erahnen, wurde aber an verschiedensten Stellen bereits überbaut. Zwischen Frechenhausen und Hirzenhain wurden die tiefen Einschnitte im Rahmen einer Flurbereinigung jedoch zwischen 2000 und 2010 verfüllt. Erhalten sind bis heute:
- die Viadukte in Niederscheld,[53] Frechenhausen[54] und Niedereisenhausen und die Stahlkastenbrücke bei Lixfeld[55]
- einige Straßenunterführungen und Bachdurchlässe
- die Stationsgebäude von Breidenbach, Wolzhausen, Niedereisenhausen, Gönnern, Frechenhausen, Lixfeld, Herrnberg[56] und Adolfshütte (Bahnhofsgebäude von Hirzenhain bereits 1978 abgerissen)
- das Stellwerk Oberscheld Hochofen
- unbewaldete Flächen an den ehemaligen Verladebahnhöfen Handstein und Augustusstollen
- Bahnsteigreste der Stationen in Breidenstein, Wiesenbach, Quotshausen, Frechenhausen, Lixfeld, Hirzenhain, Nikolausstollen,[17] Oberscheld Ort, Oberscheld Hochofen, Adolfshütte und Dillenburg (Gleise 11 und 12)
- Einschnitte und Straßenbrücken
- Reste von Gleisanschlüssen (bspw. Christmann & Pfeifer (Stahlbauteile) bei Wiesenbach, Seibel & Reitz (Batterie-Öltanks) in Breidenstein oder Adolfshütte bei Dillenburg)
- diverse Gleisreste, Signalsockel, Hektometersteine etc.

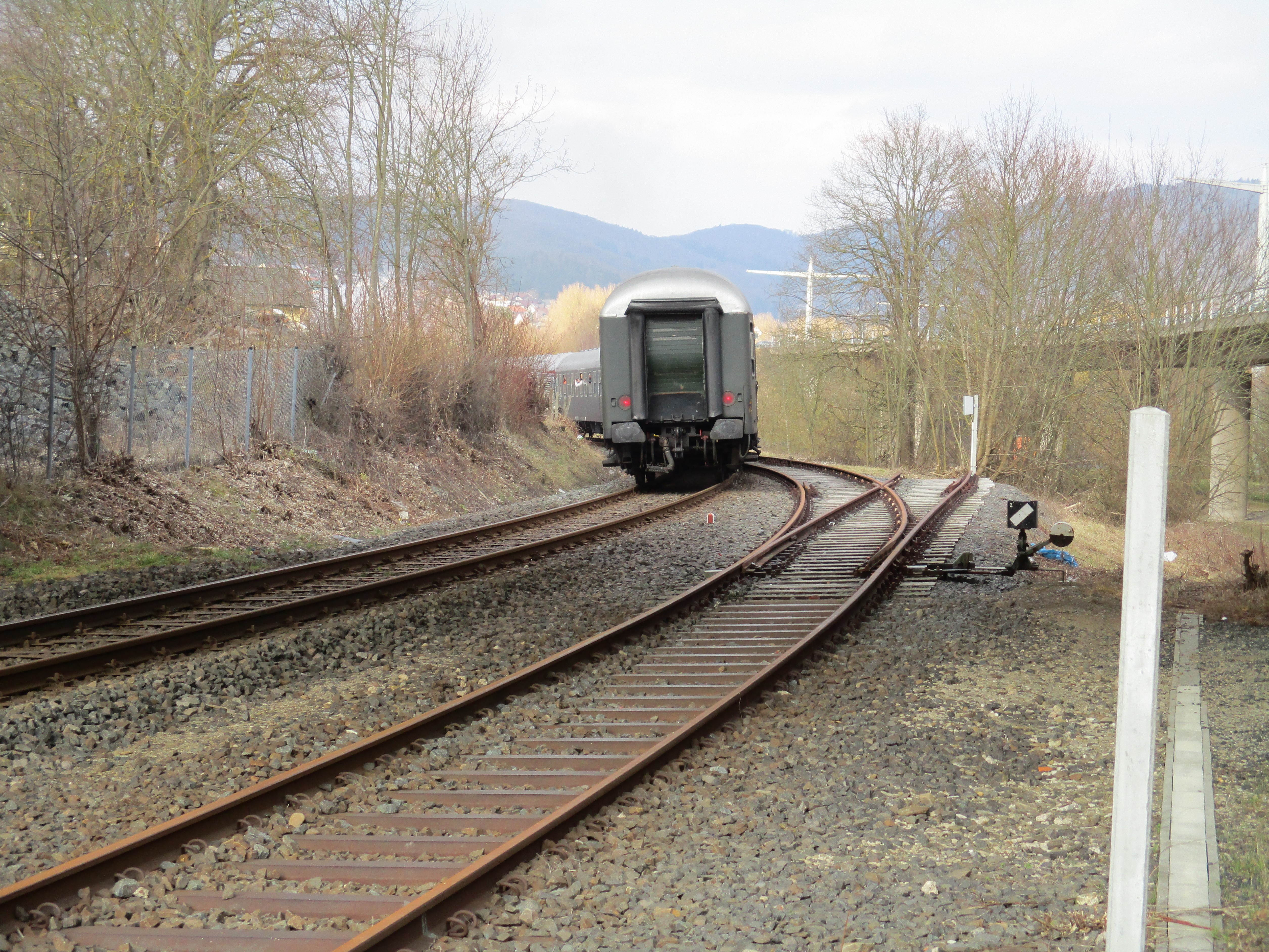
Blick in Richtung Wallau am Abzweig der Scheldetalbahn (2018)
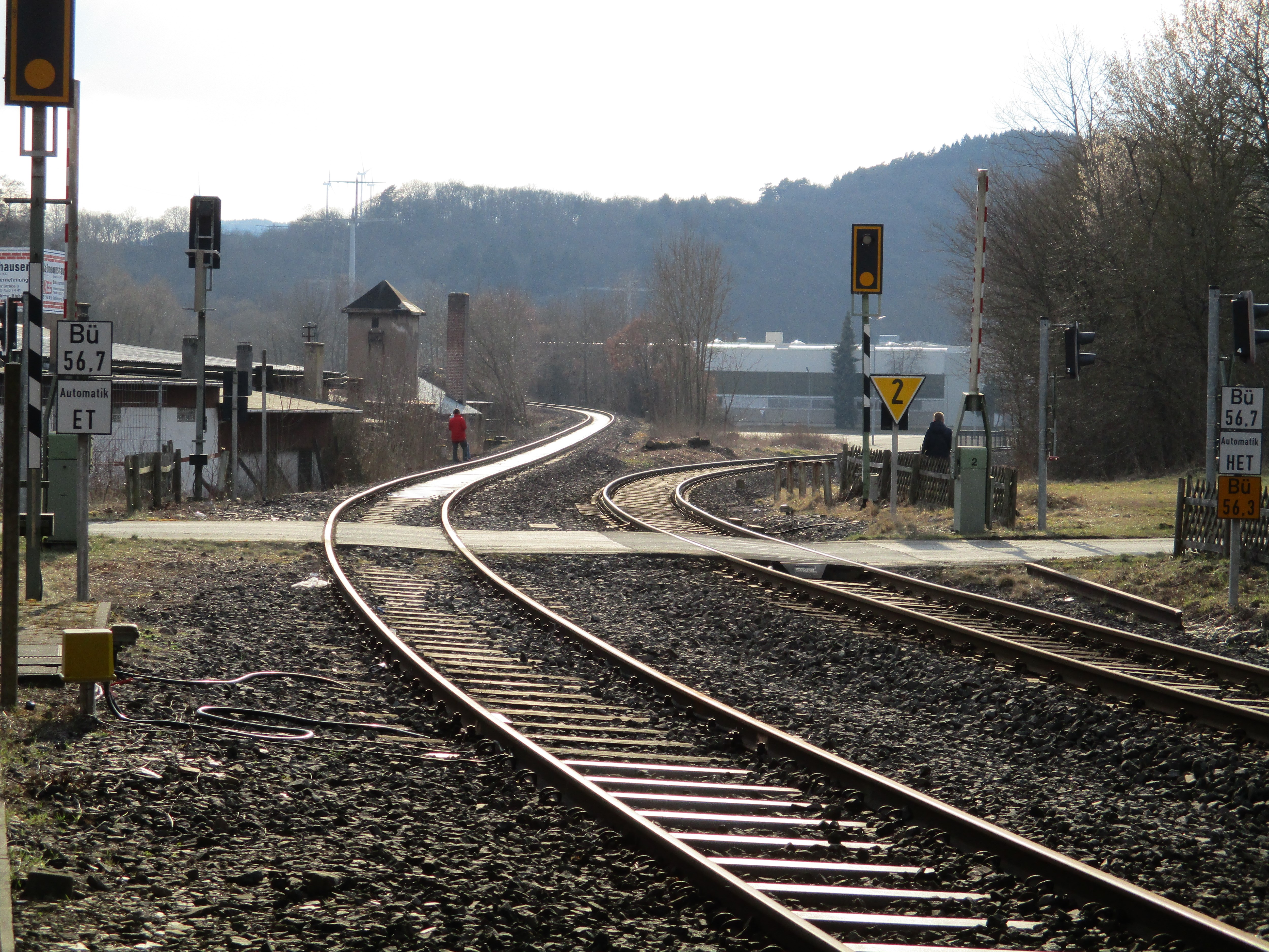
Blick in Richtung Breidenstein am Abzweig der Scheldetalbahn, rechts die Obere Lahntalbahn nach Laasphe (2018)
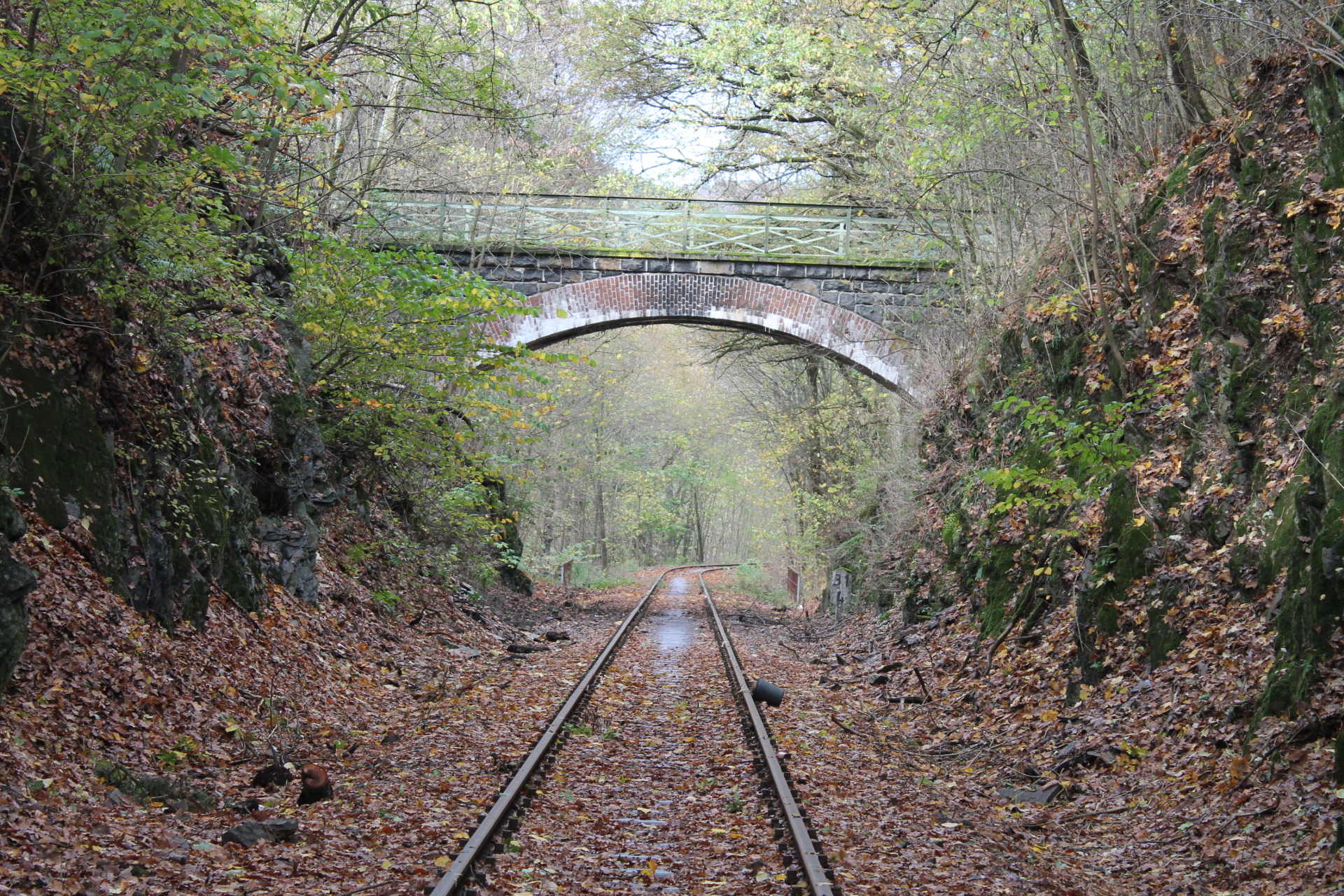
Das Reststück der Scheldetalbahn zwischen Breidenstein und Wallau (2013)
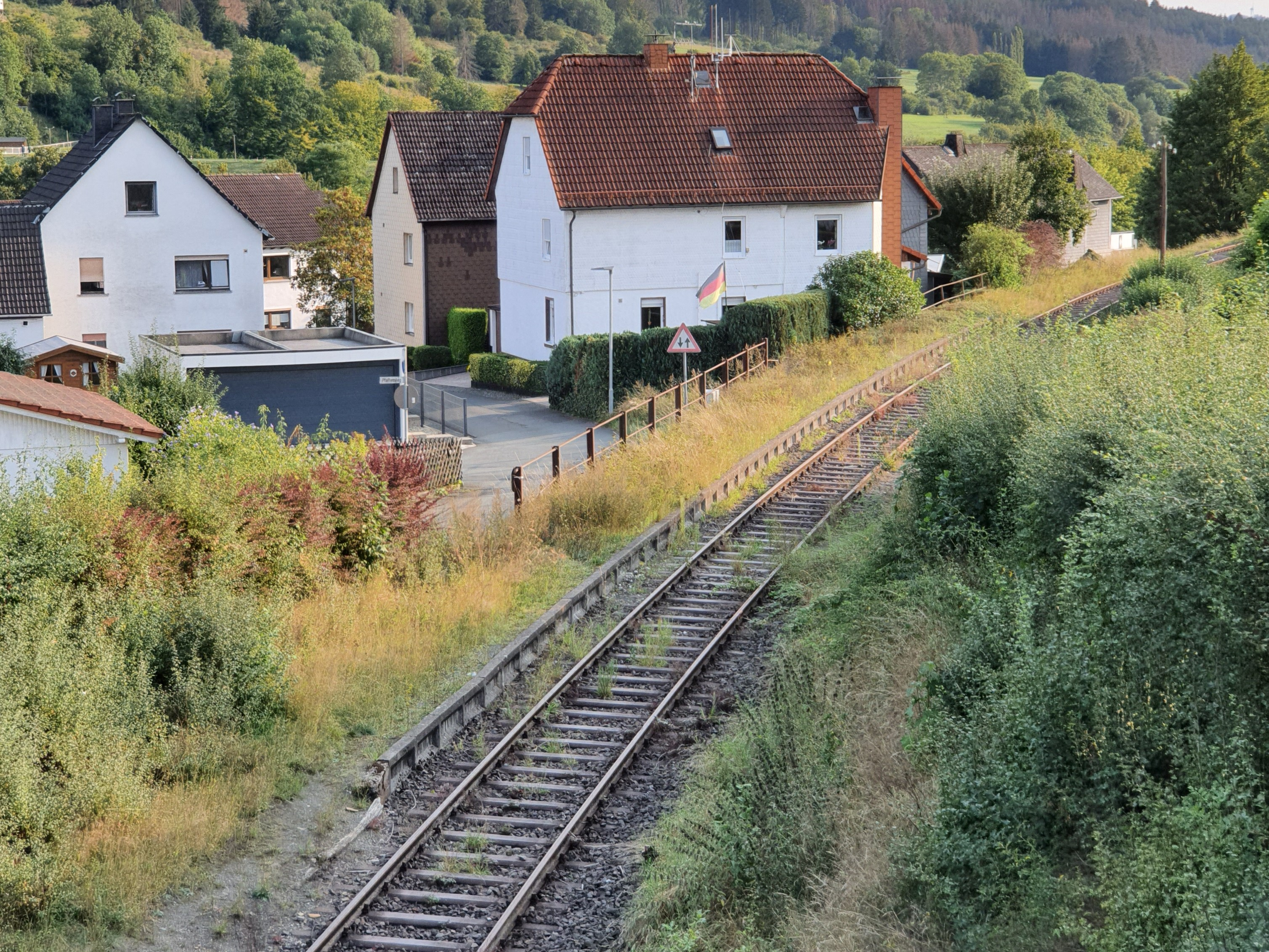
Reste des Haltepunkts Breidenstein (2020)
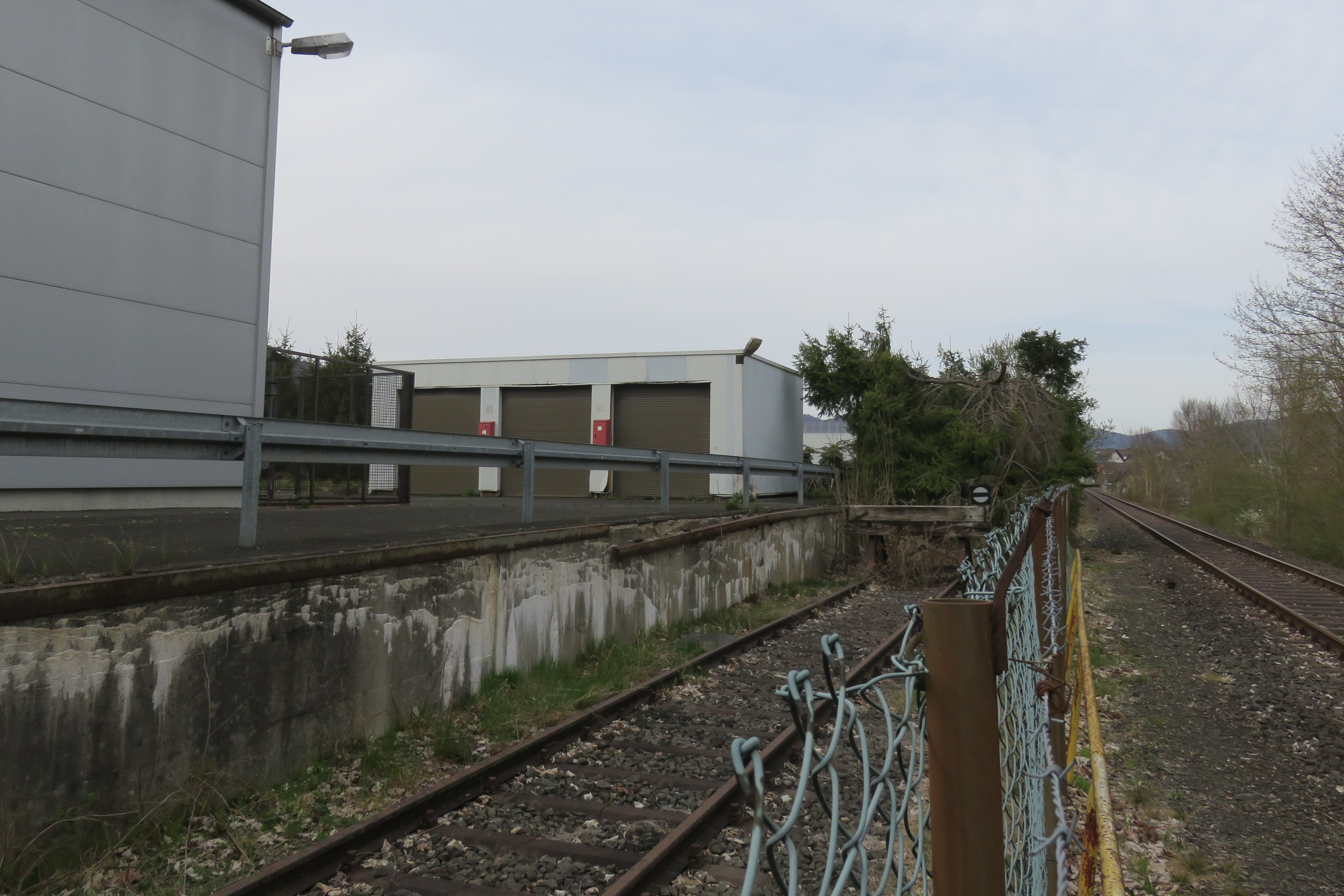
Reste des Gleisanschlusses der Firma Seibel & Reitz bei Breidenstein (2021)
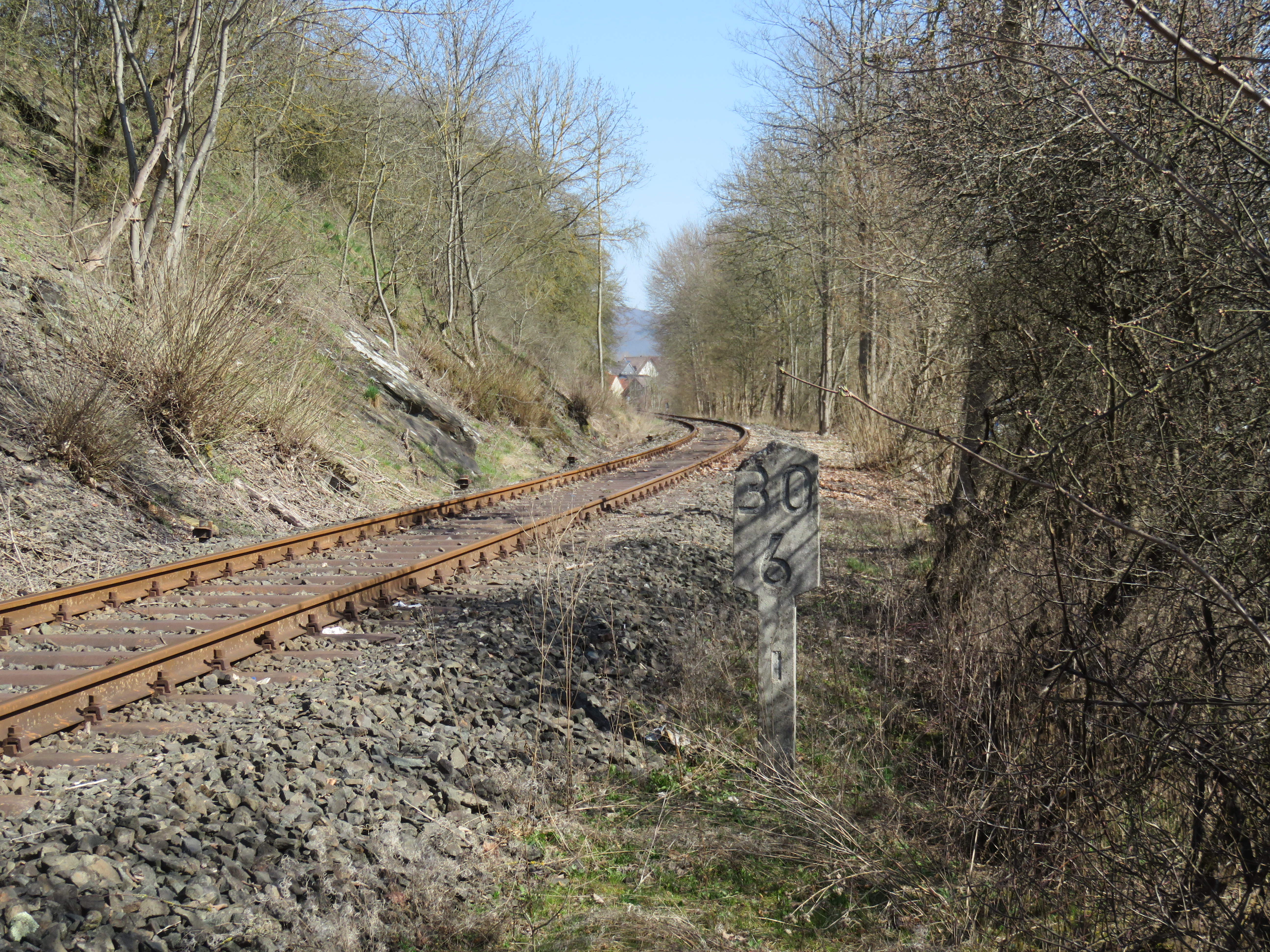
Verlauf des Reststücks der Scheldetalbahn zwischen Breidenstein und der Holzverladestelle (2021)
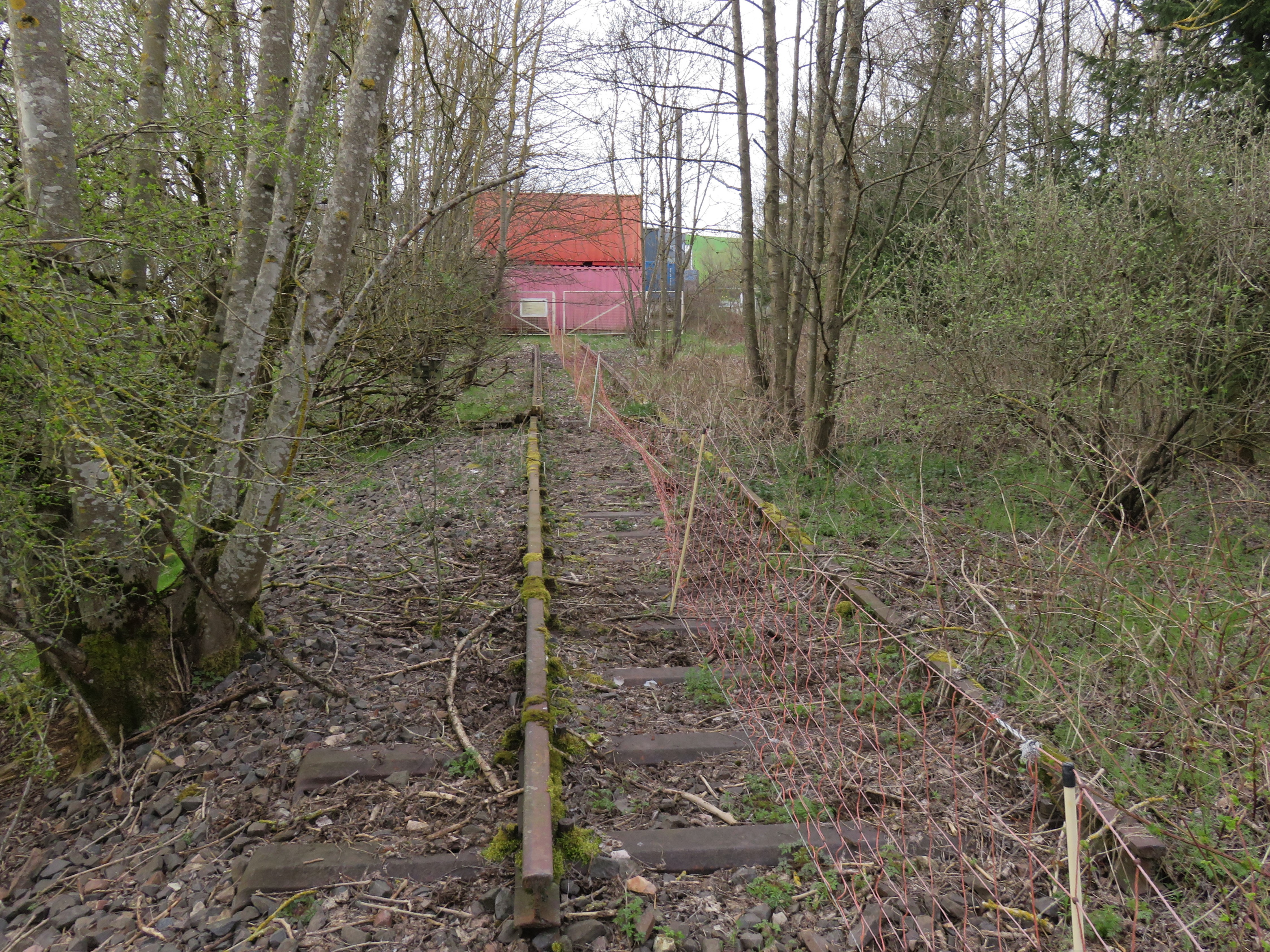
Reste des Gleisanschlusses der Firma C+P bei Wiesenbach (2021)
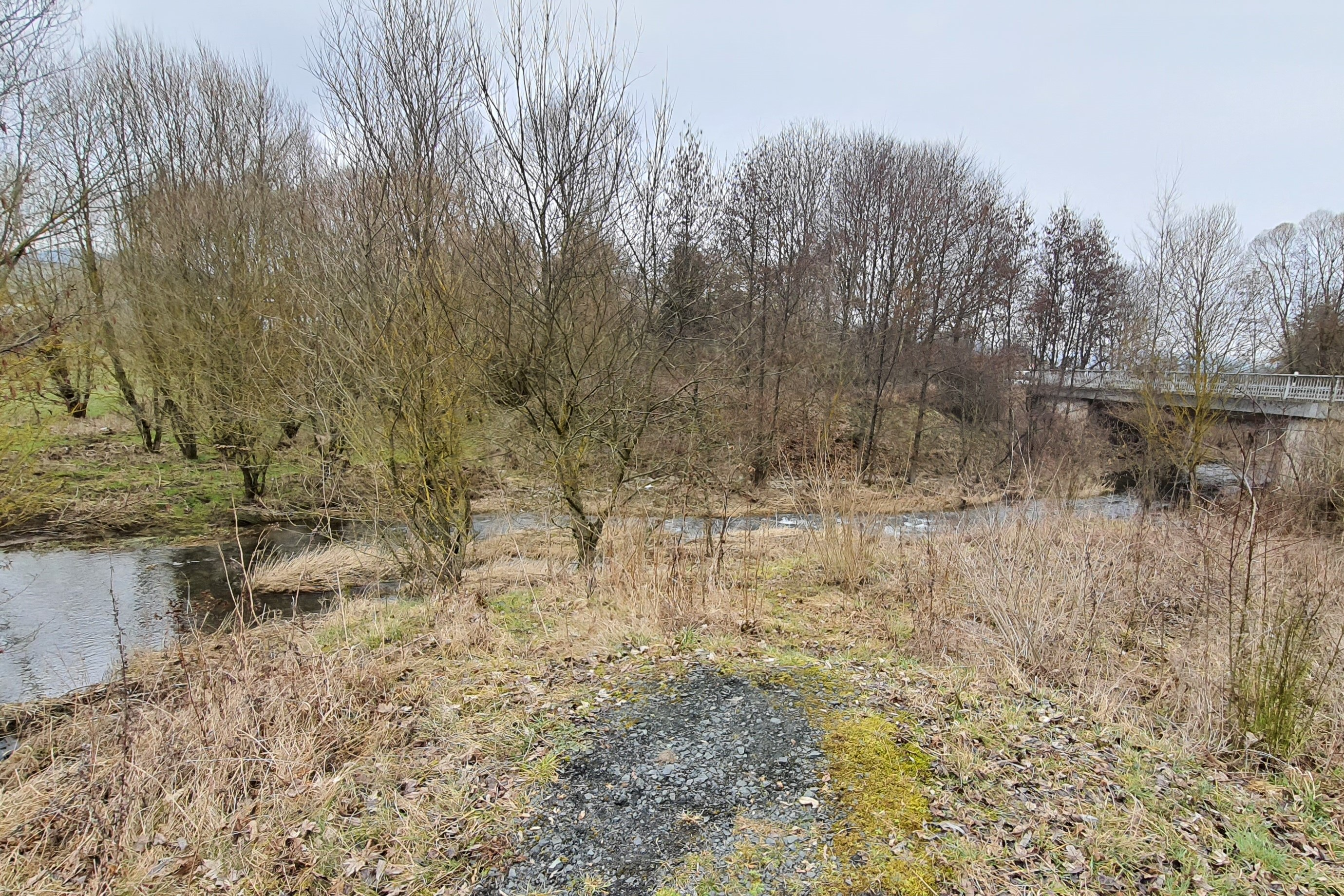
Der 2004 wegen der Verlegung der Perf durchbrochene Bahndamm zwischen Breidenbach und Wiesenbach (2021)
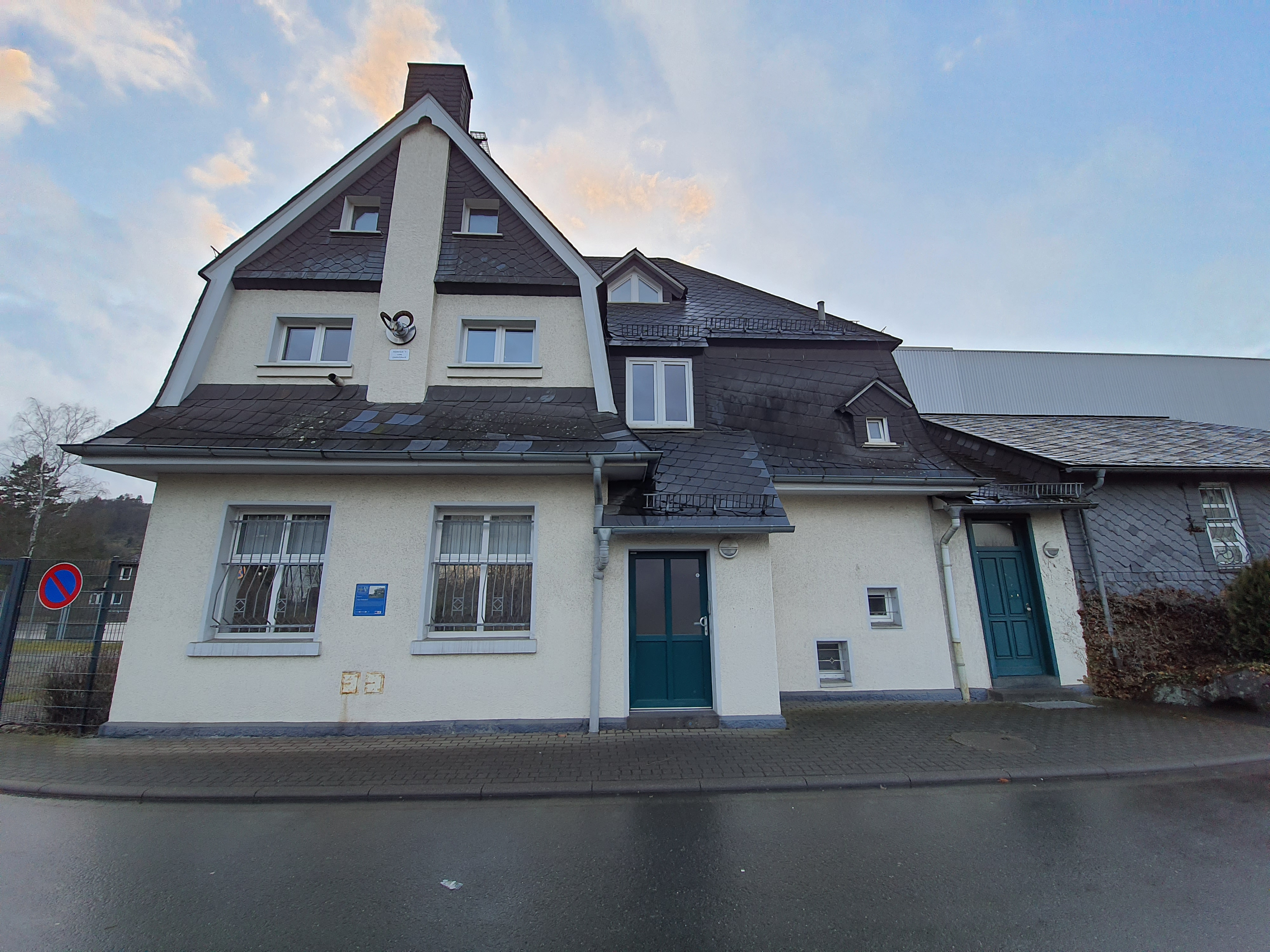
Bahnhofsgebäude von Breidenbach, Straßenseite (2021)
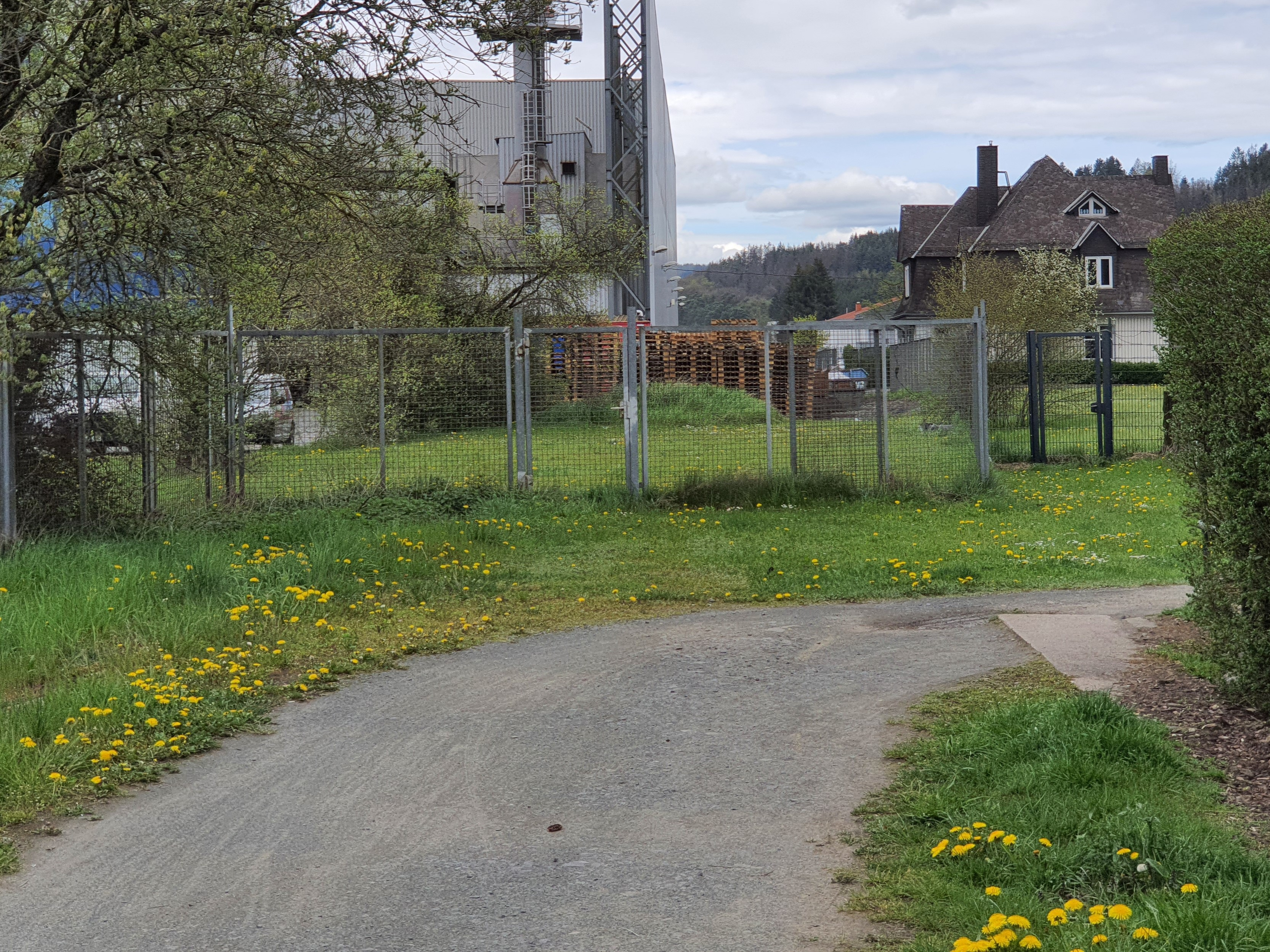
Die ehemalige Gleisseite des Bahnhofs Breidenbach, heute Werksgelände von Breyden (2021)
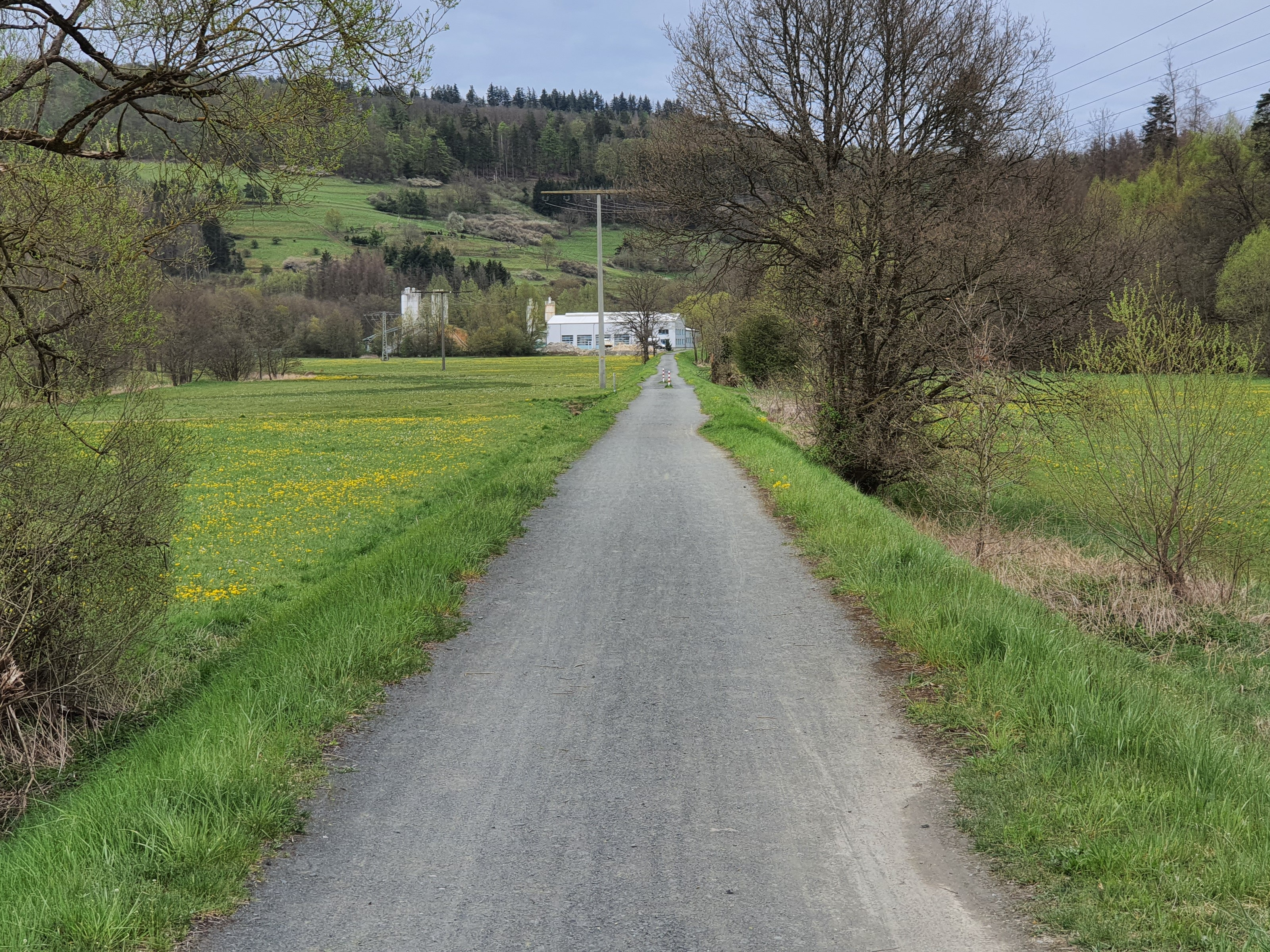
Der Radweg auf der Trasse zwischen Breidenbach und Wolzhausen (2021)
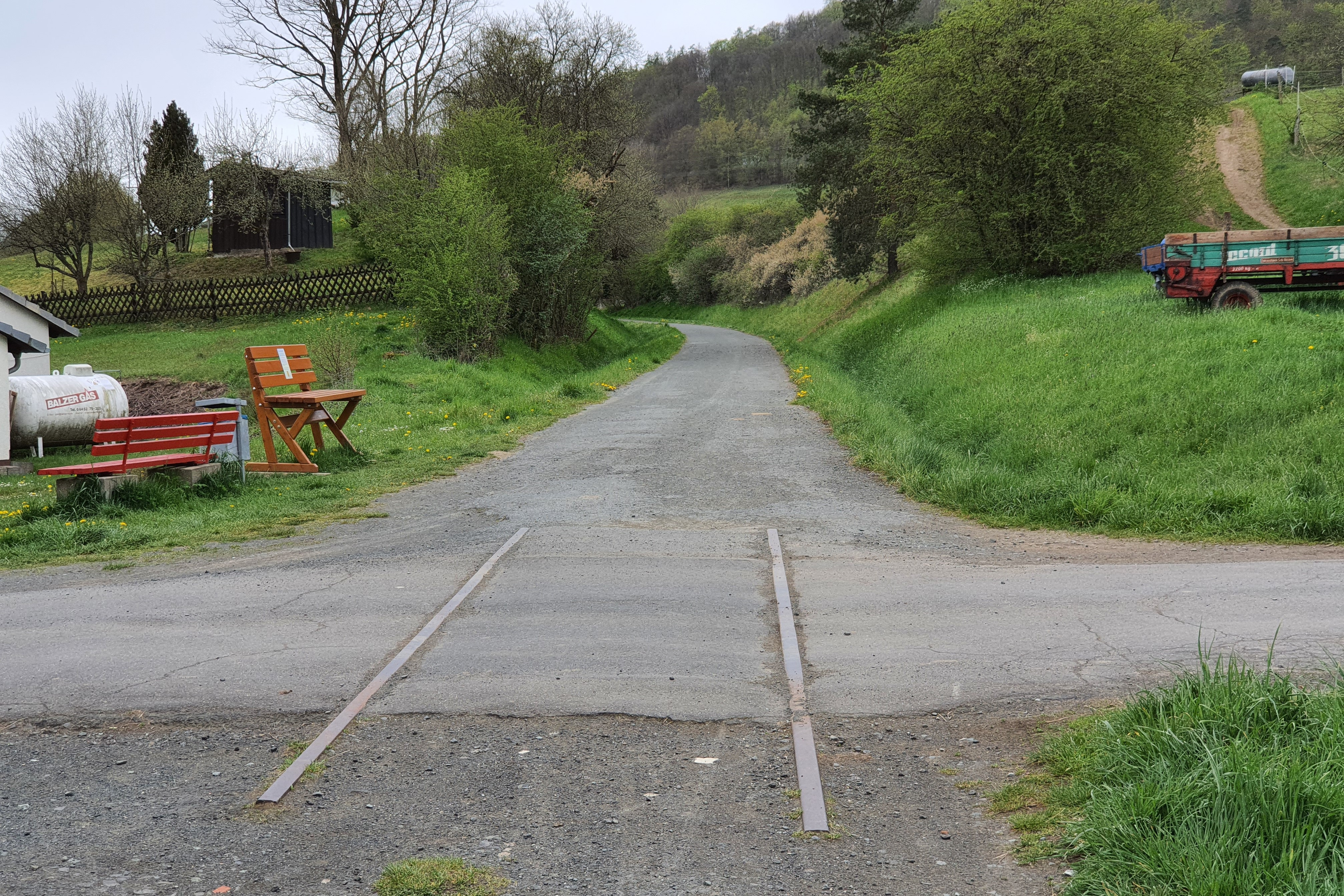
Gleisrest im ehem. BÜ „Am Holler“ in Wolzhausen (2021)
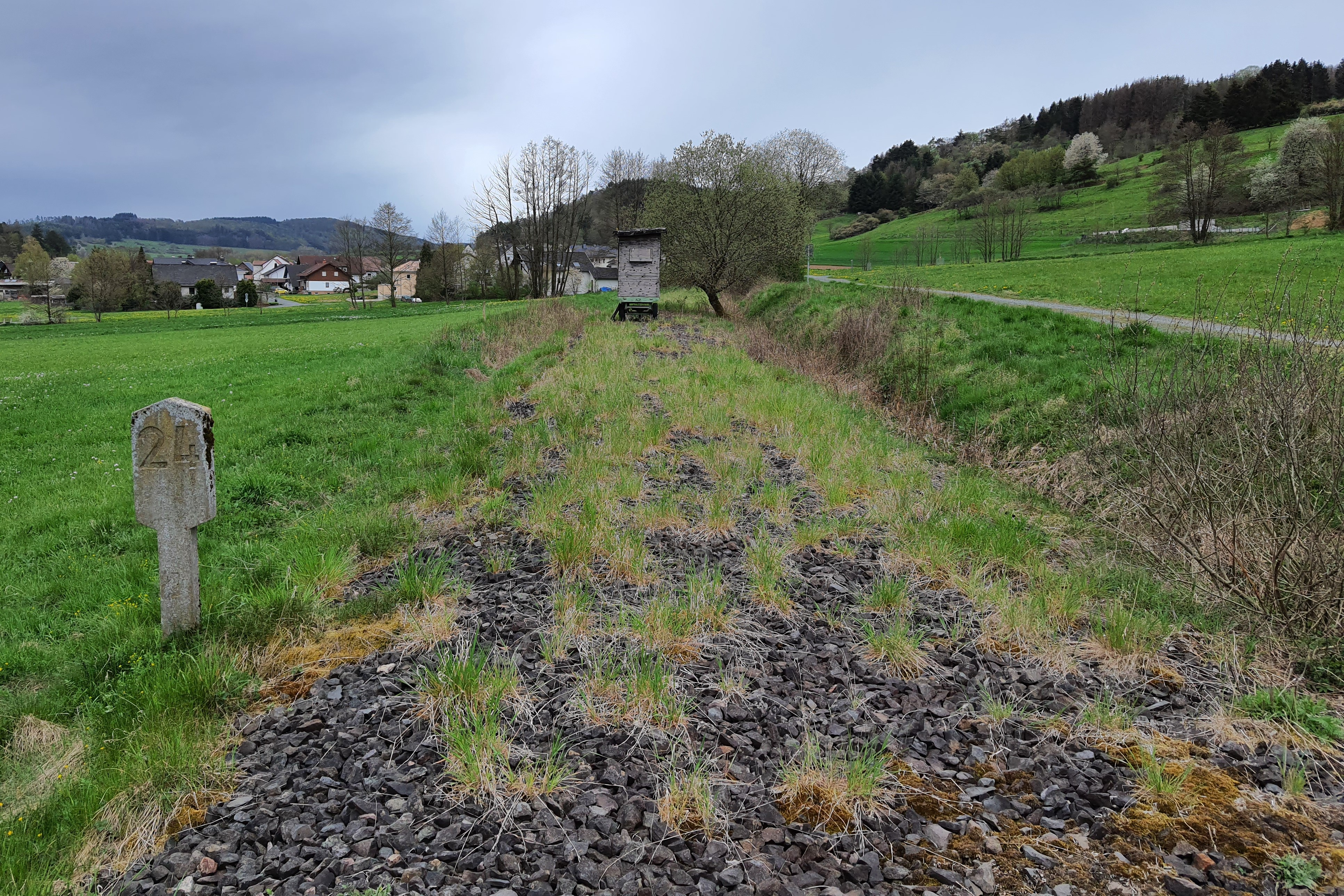
Reste der Trasse vor Quotshausen mit Hektometerstein (2021)
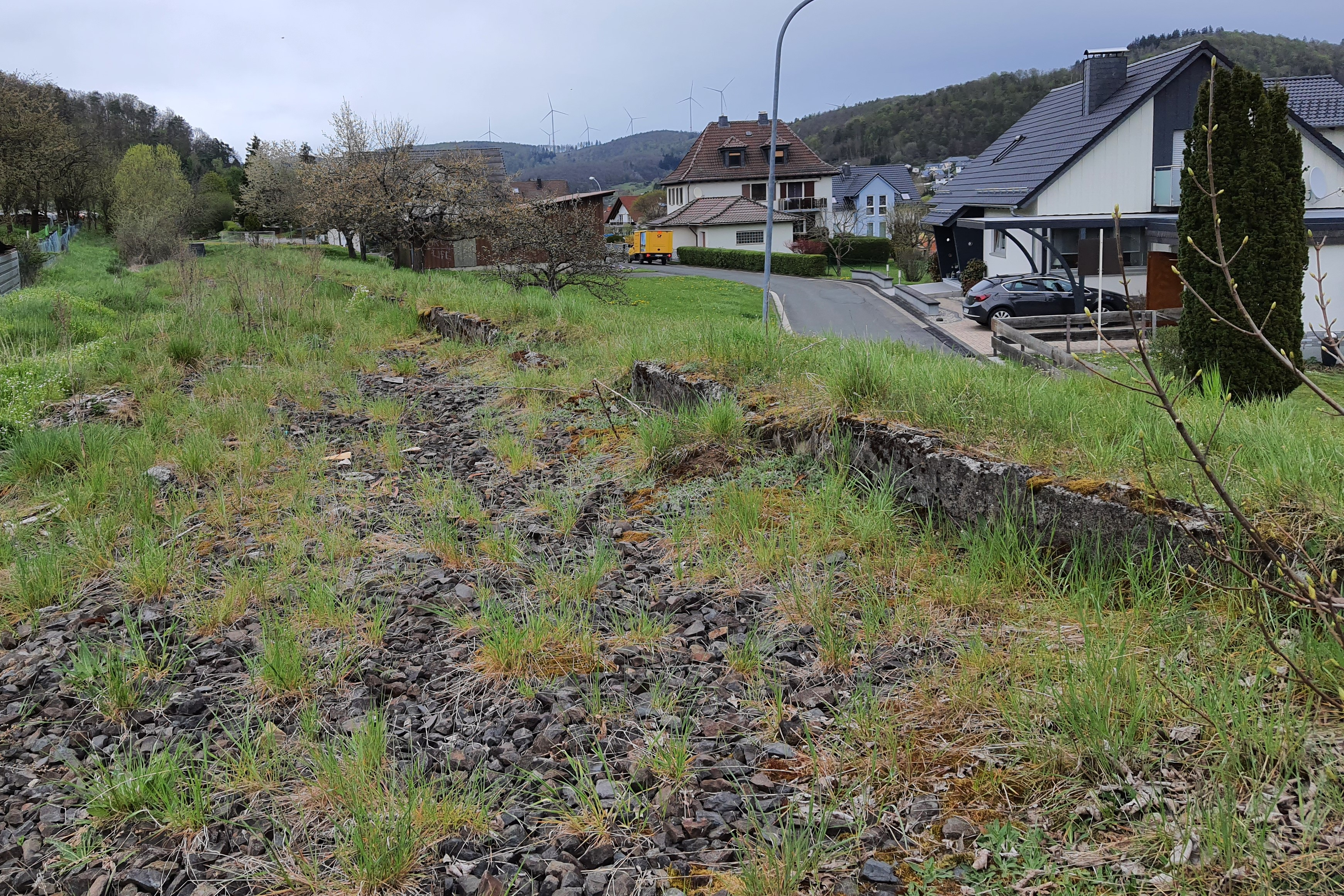
Reste des Haltepunkts Quotshausen (2021)
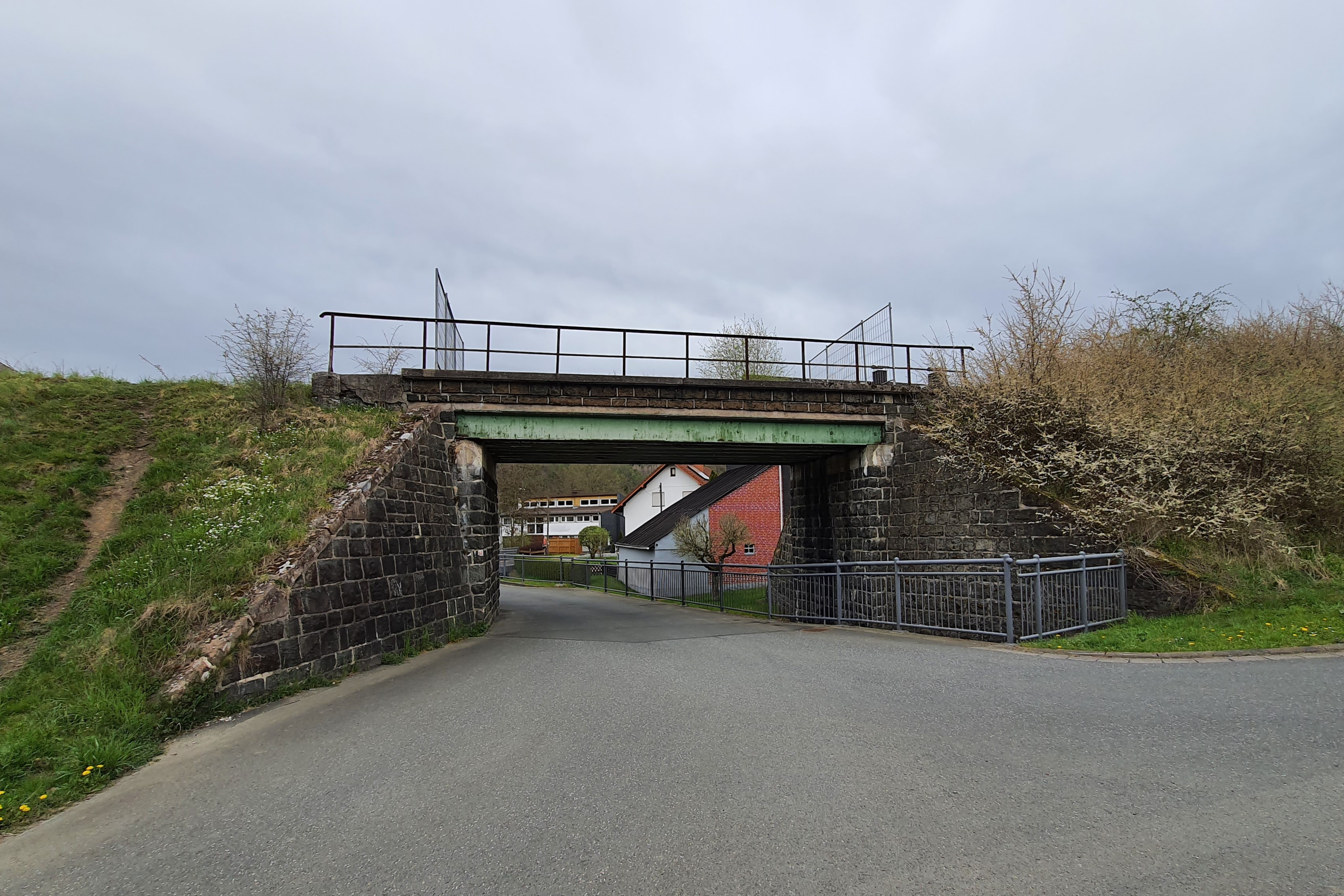
Eine Brücke über die Ringstraße und die Hörle in Quotshausen (2021)
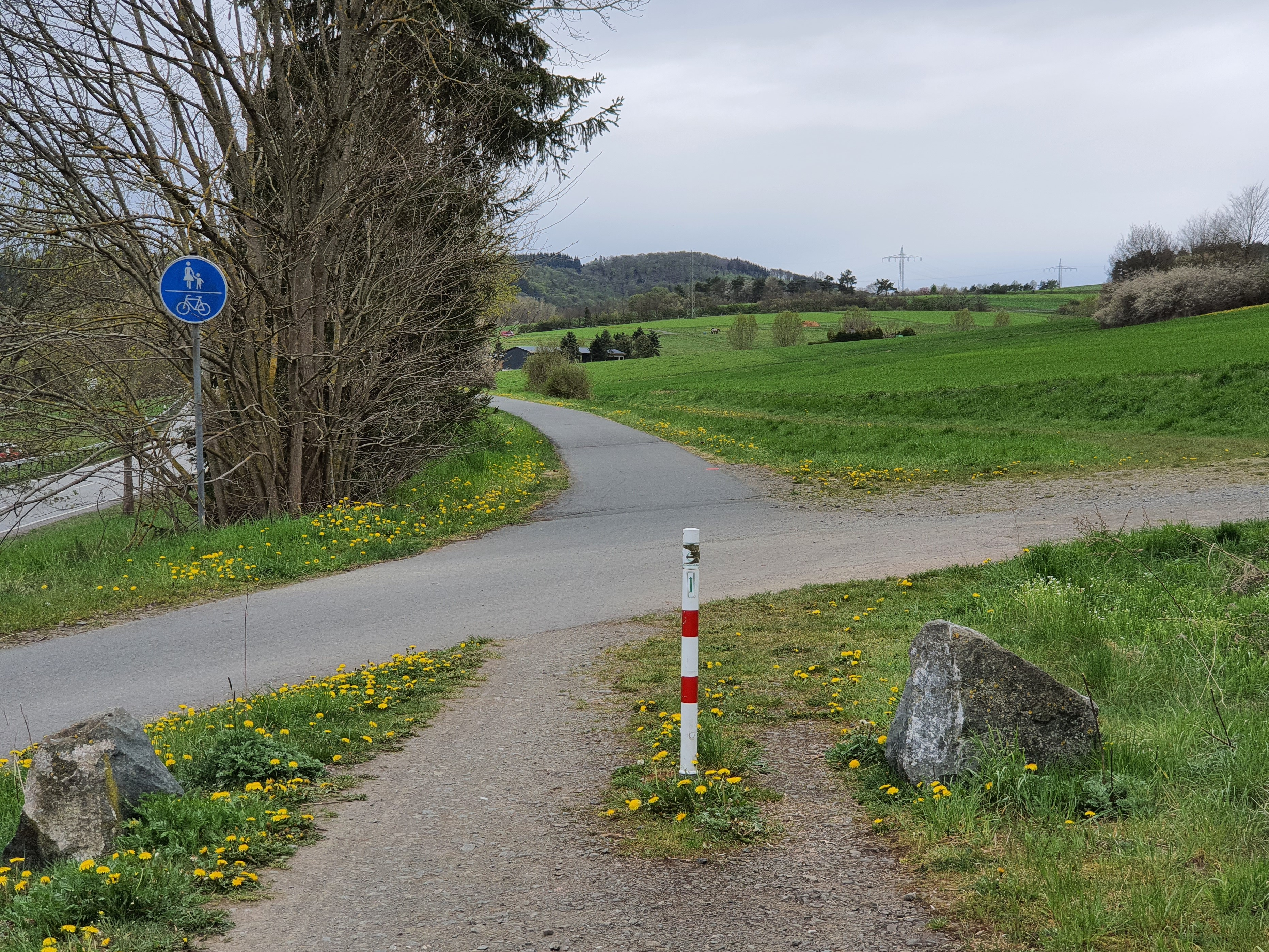
Der Übergang vom Fuß- zum Radweg auf der Trasse hinter Quotshausen in Richtung Niedereisenhausen (2021)
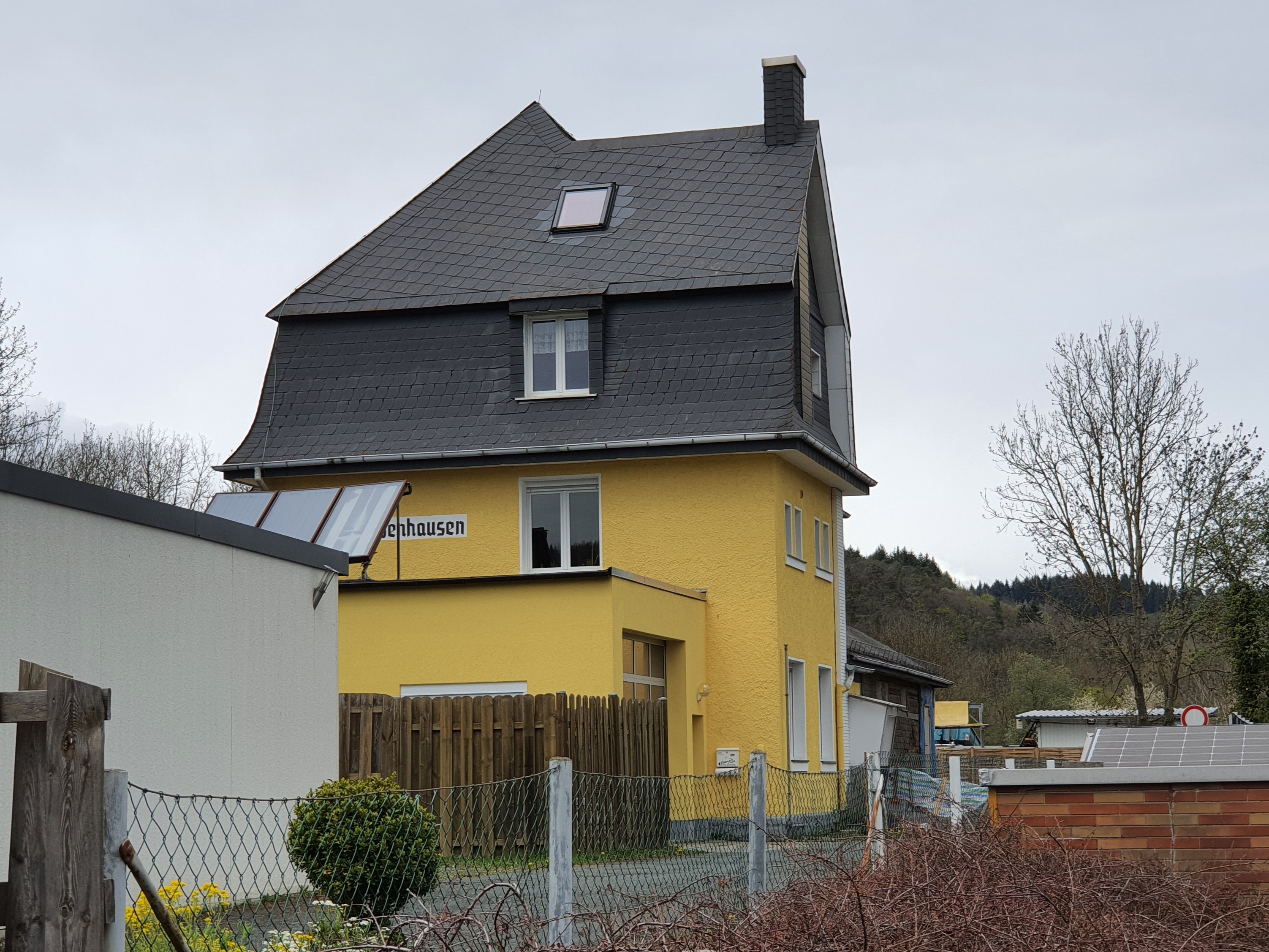
Die Straßenseite des Bahnhofs Niedereisenhausen (2021)
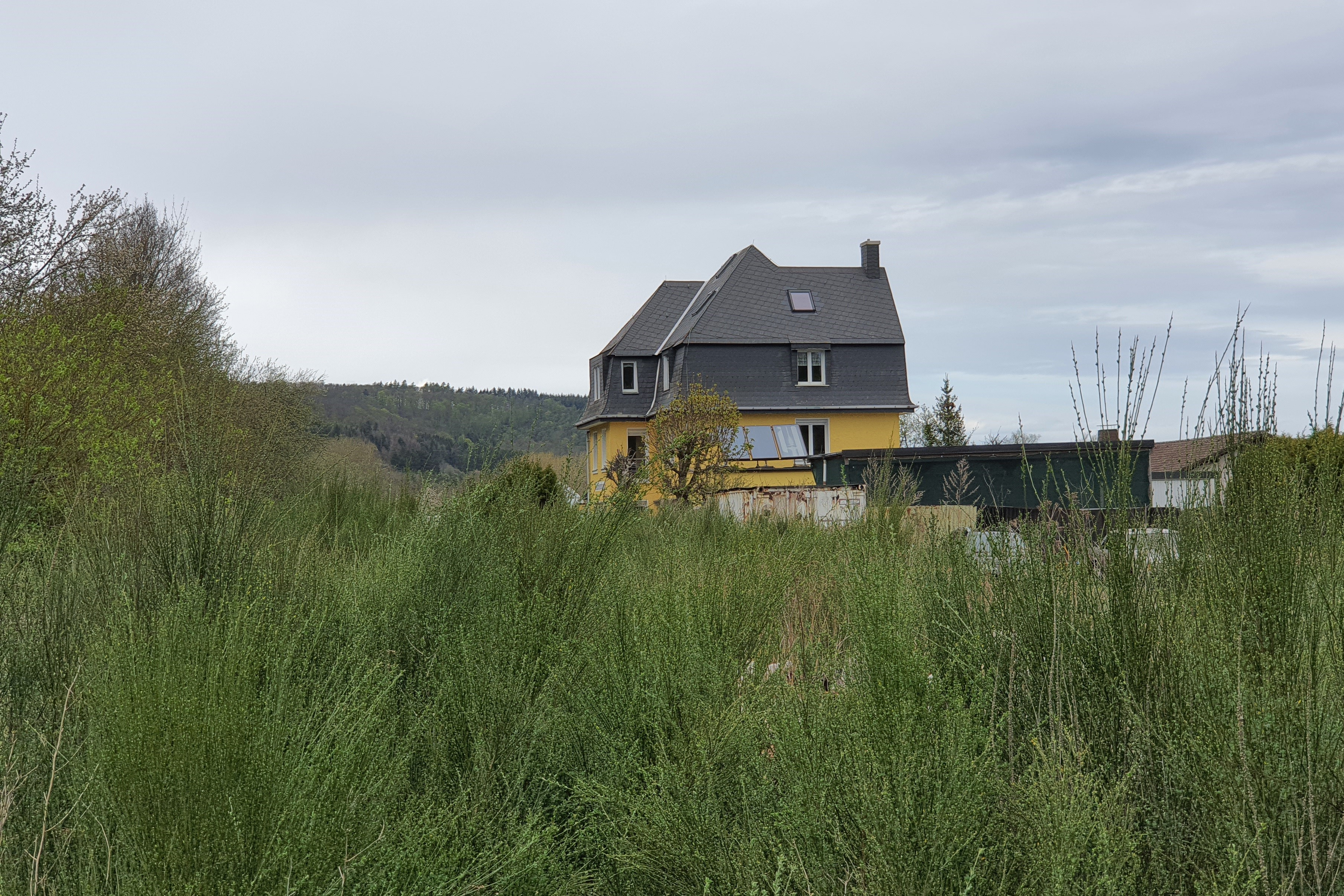
Die inzwischen zugewachsene Gleisseite des Bahnhofs Niedereisenhausen (2021)
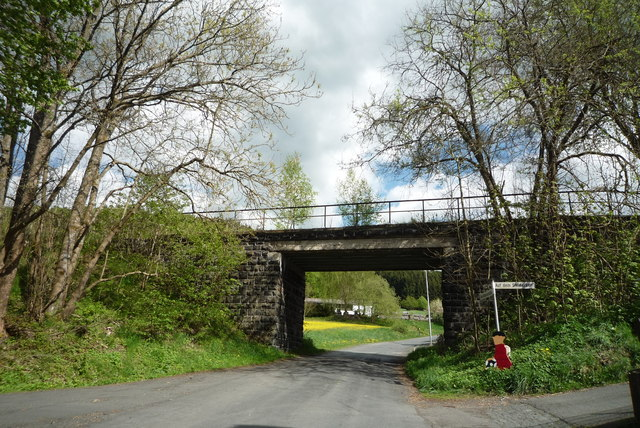
Straßenunterführung bei Gönnern (2015)
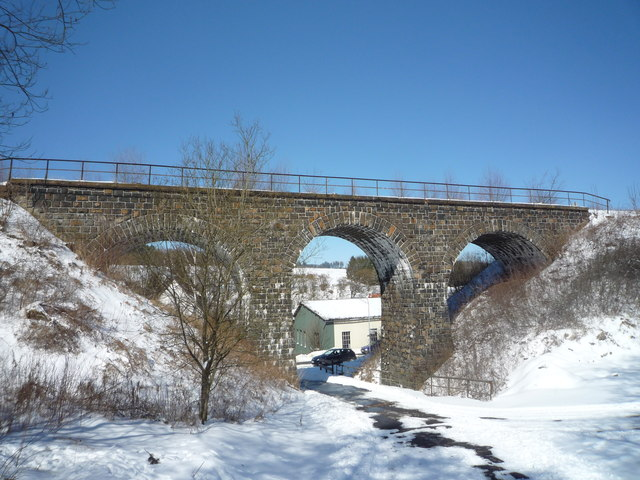
Viadukt in Frechenhausen, In der Steinbachswiese (2013)
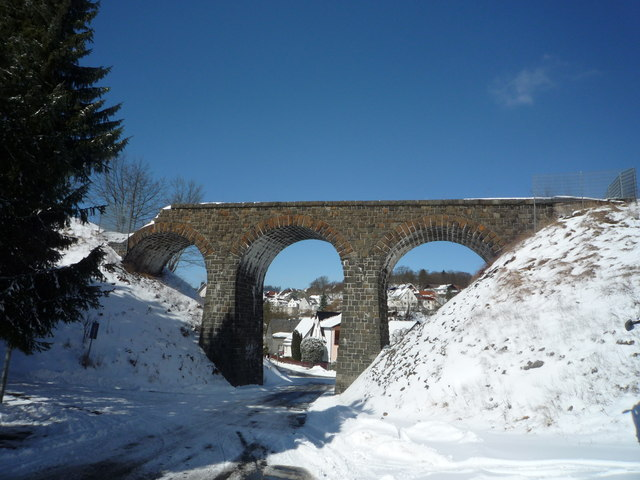
Viadukt in Frechenhausen, Haingasse (2013)
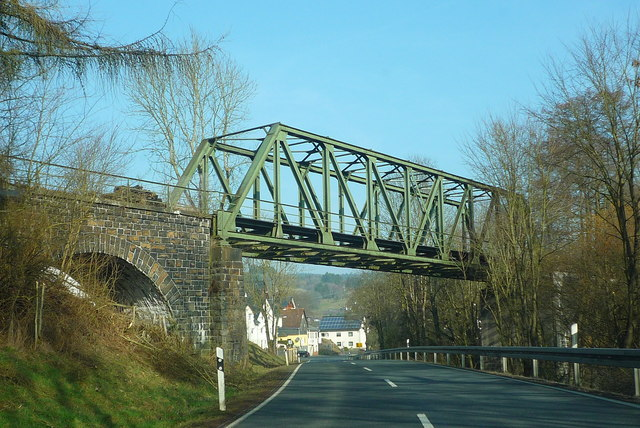
Stahlkastenbrücke bei Lixfeld (2014)
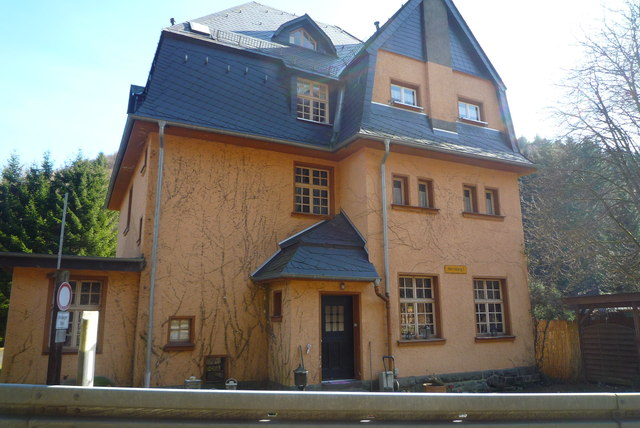
Straßenseite des Bahnhofs Herrnberg (2014)
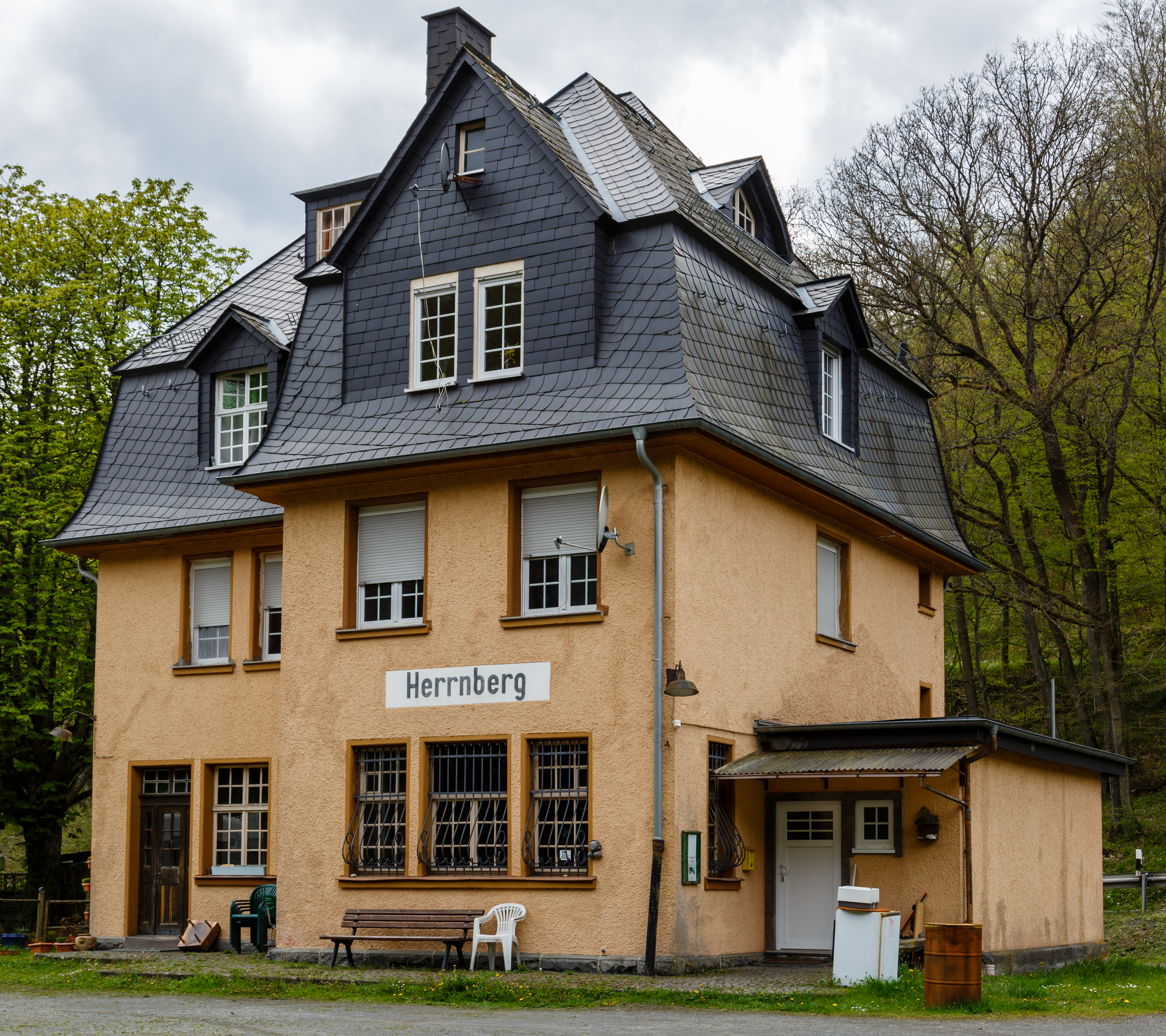
Bahnhofsgebäude von Herrnberg, Gleisseite (2017)
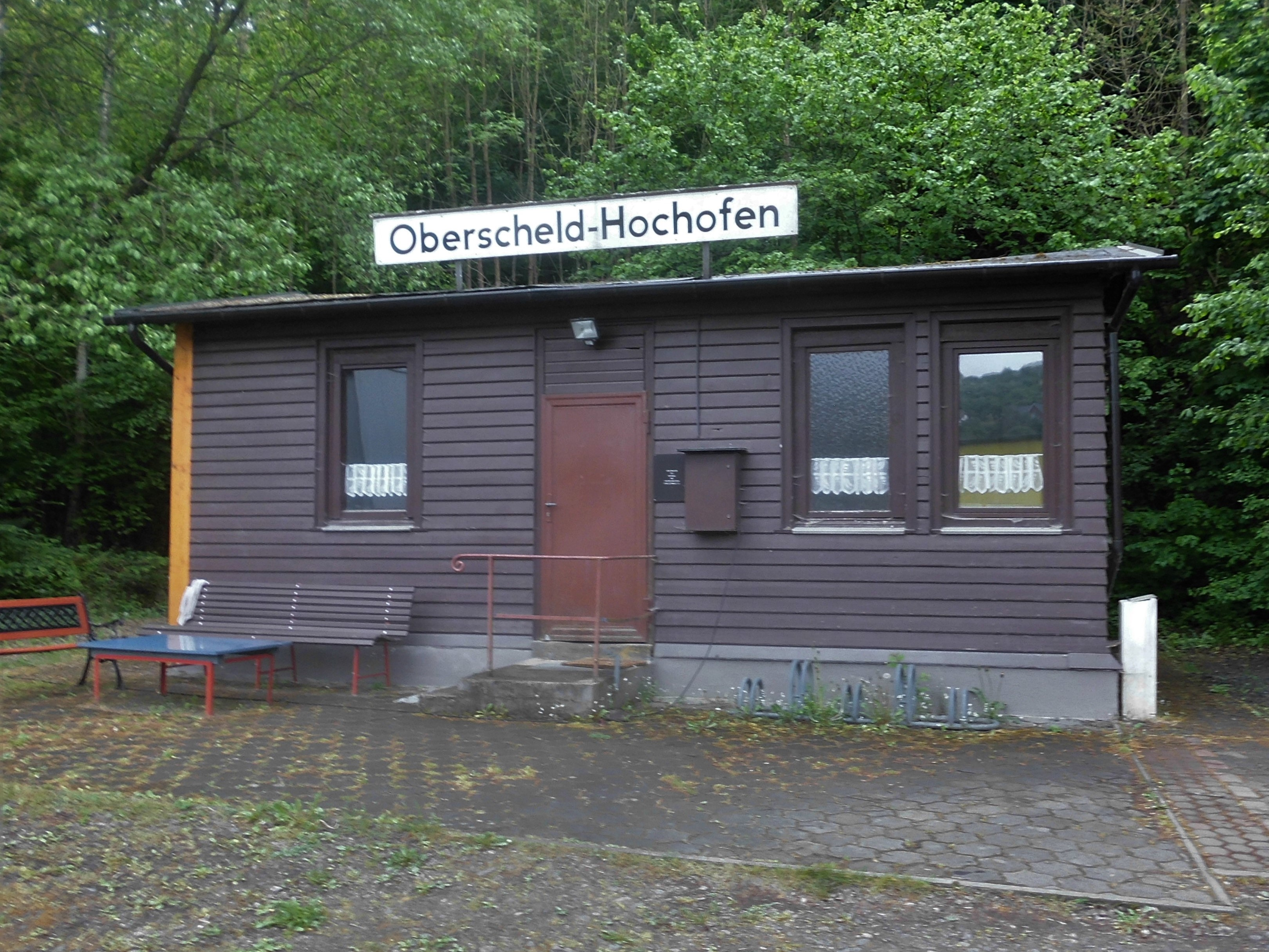
Stellwerk Oberscheld Hochofen (2016)
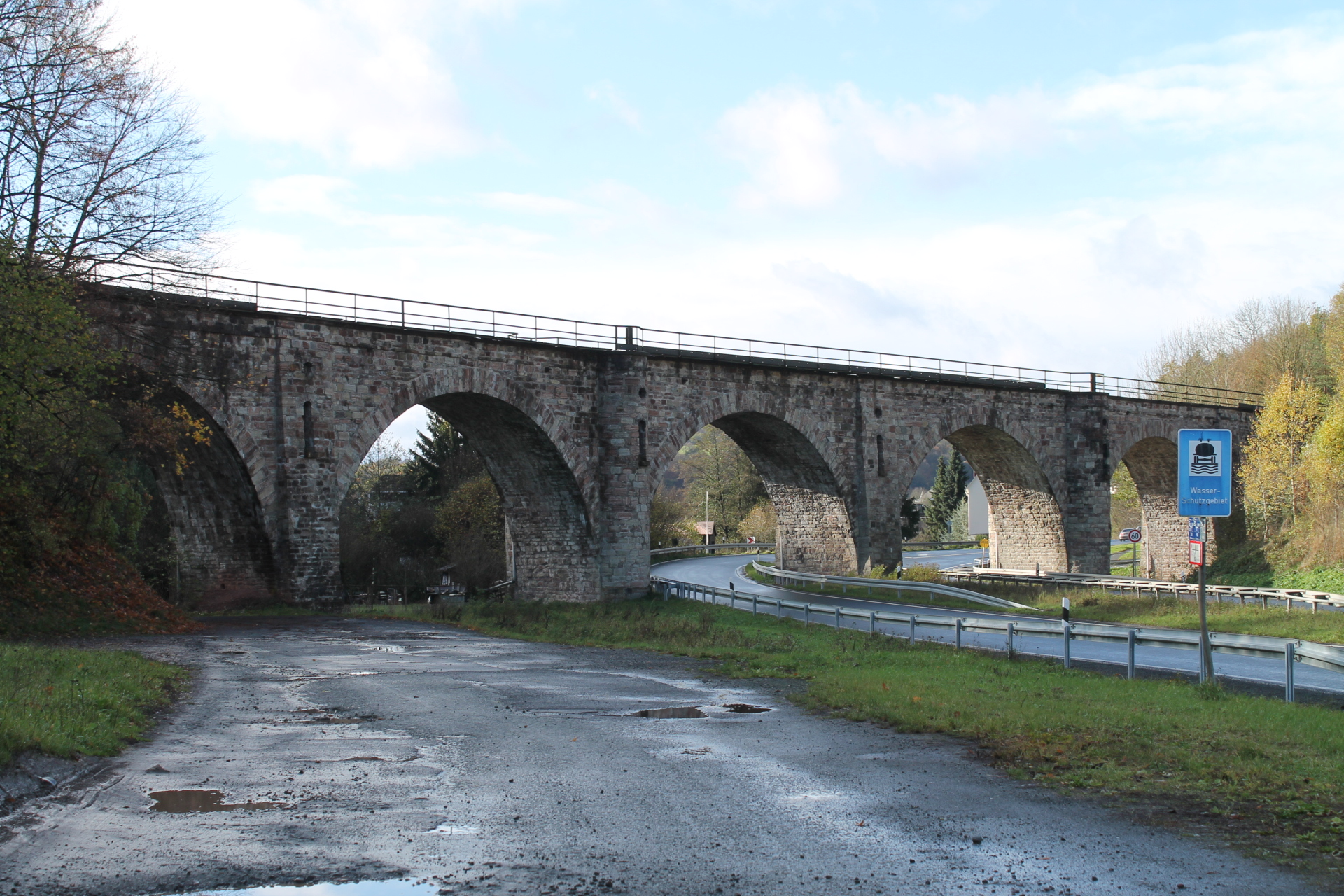
Viadukt bei Niederscheld (2013)
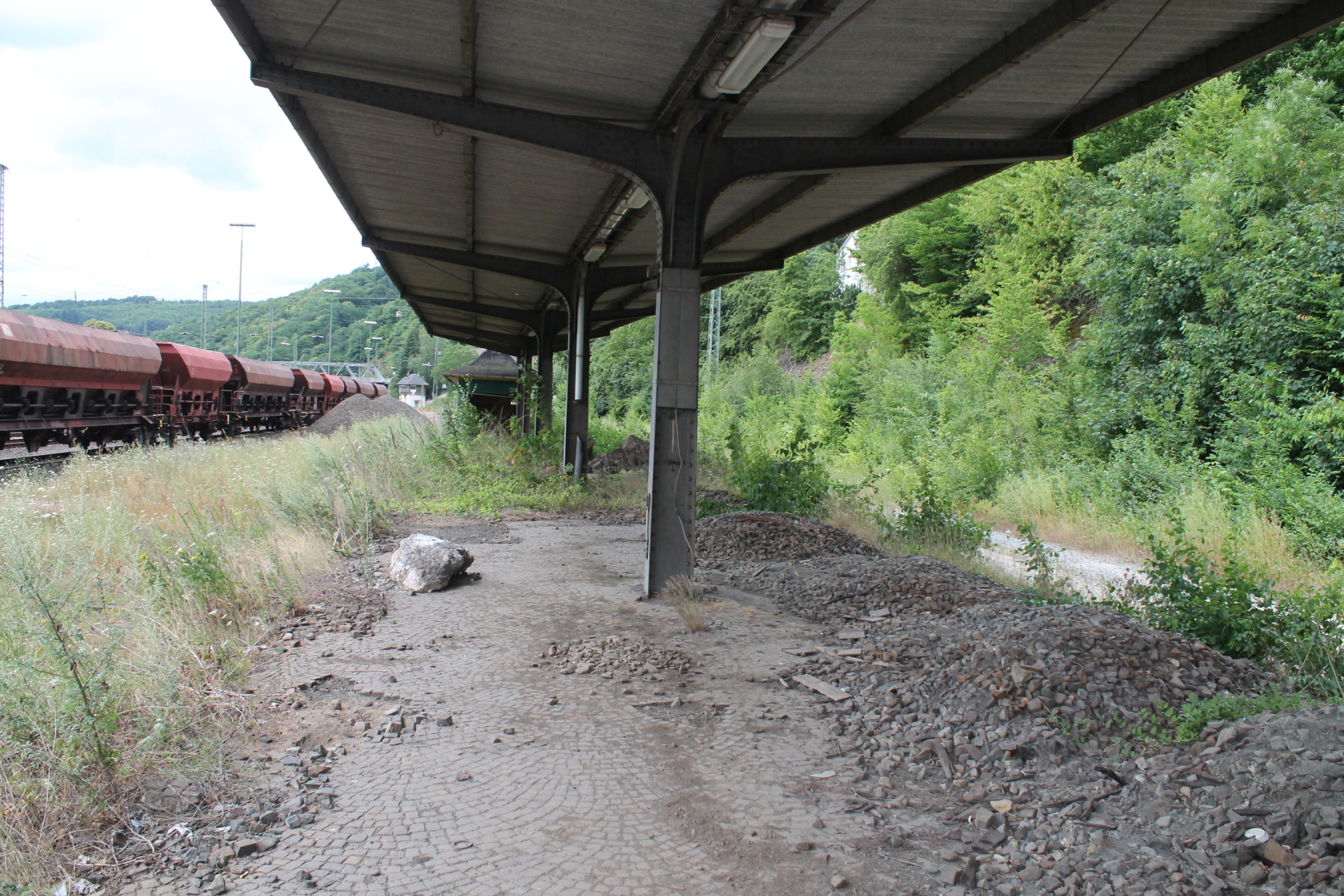
Bahnsteig für die Scheldetalbahn in Dillenburg (2013)

## Zukunft

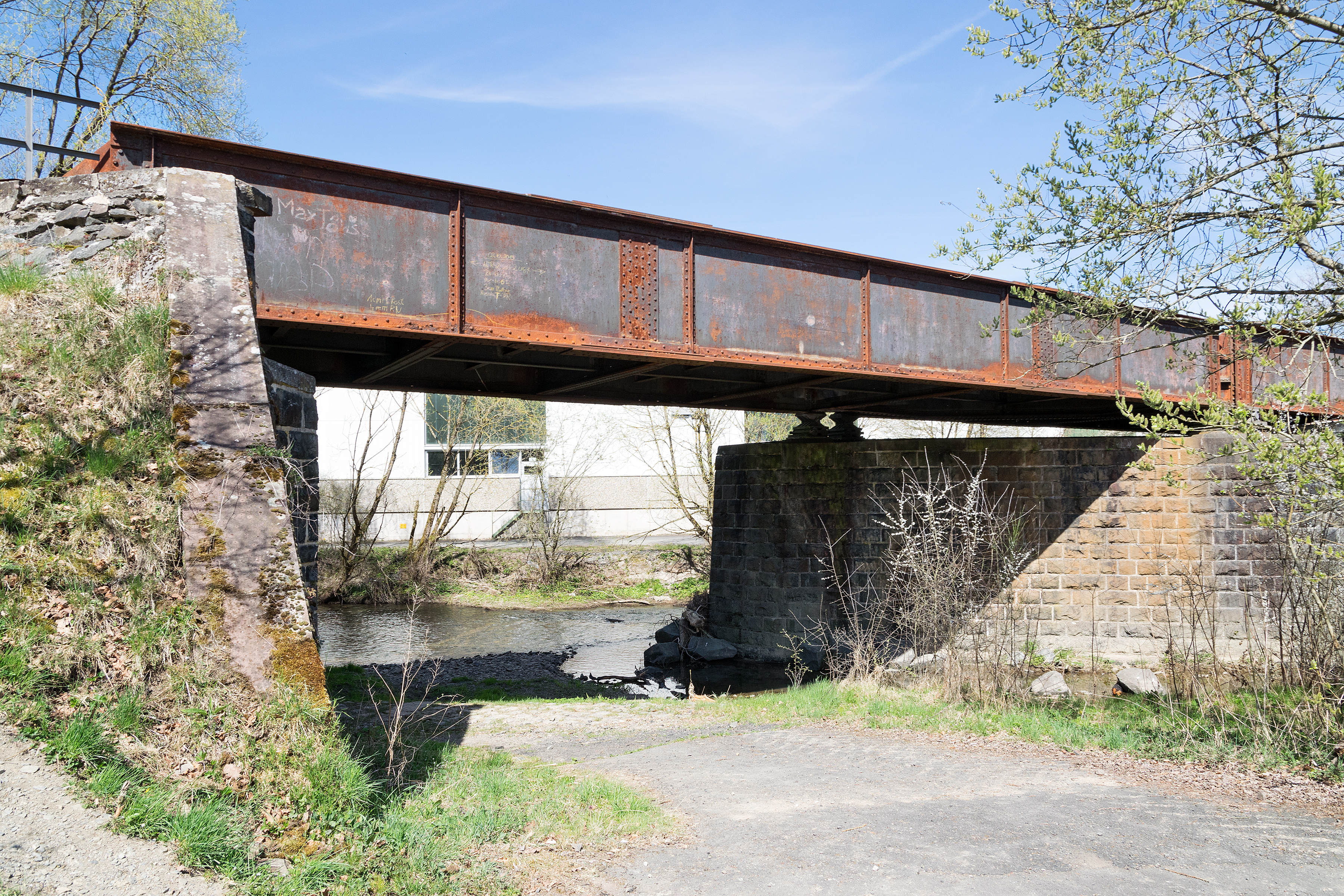
Die sanierungsbedürftige Lahnbrücke

### Güterumschlagplatz auf dem Restabschnitt
Im Jahr 2018 gab die Kurhessenbahn bekannt, das Reststück der Strecke zum Fahrplanwechsel 2020/21 wegen einer sanierungsbedürftigen Brücke über die Lahn, nördlich von Breidenstein, stilllegen zu wollen. Die umliegenden Kommunen Breidenbach, Biedenkopf und Gladenbach, der Landkreis, der Regionale Nahverkehrsverband sowie einige Unternehmen und Holzspediteure setzten sich jedoch für einen Erhalt der Strecke ein und brachten eine Machbarkeitsstudie für einen „Railport“ (einen Güterumschlagplatz als Schnittstelle zwischen Straße und Schiene) ins Spiel, der auch in Zusammenhang mit einem, in diesem Gebiet angedachten, interkommunalen Gewerbepark (inzwischen verworfen) oder einer Erweiterung des bestehenden Gewerbegebiets „Auf dem Goldberg“ realisiert werden könnte. Die Kurhessenbahn ließ daraufhin den Zugverkehr bis mindestens 2026 sichern, außerdem wurden Instandsetzungsarbeiten an der Brücke durchgeführt. Nachdem die Kurhessenbahn als Betreiberin die betroffene Brücke erneut prüfen ließ, kündigte man eine Nutzung bis zum Jahr 2050 an.

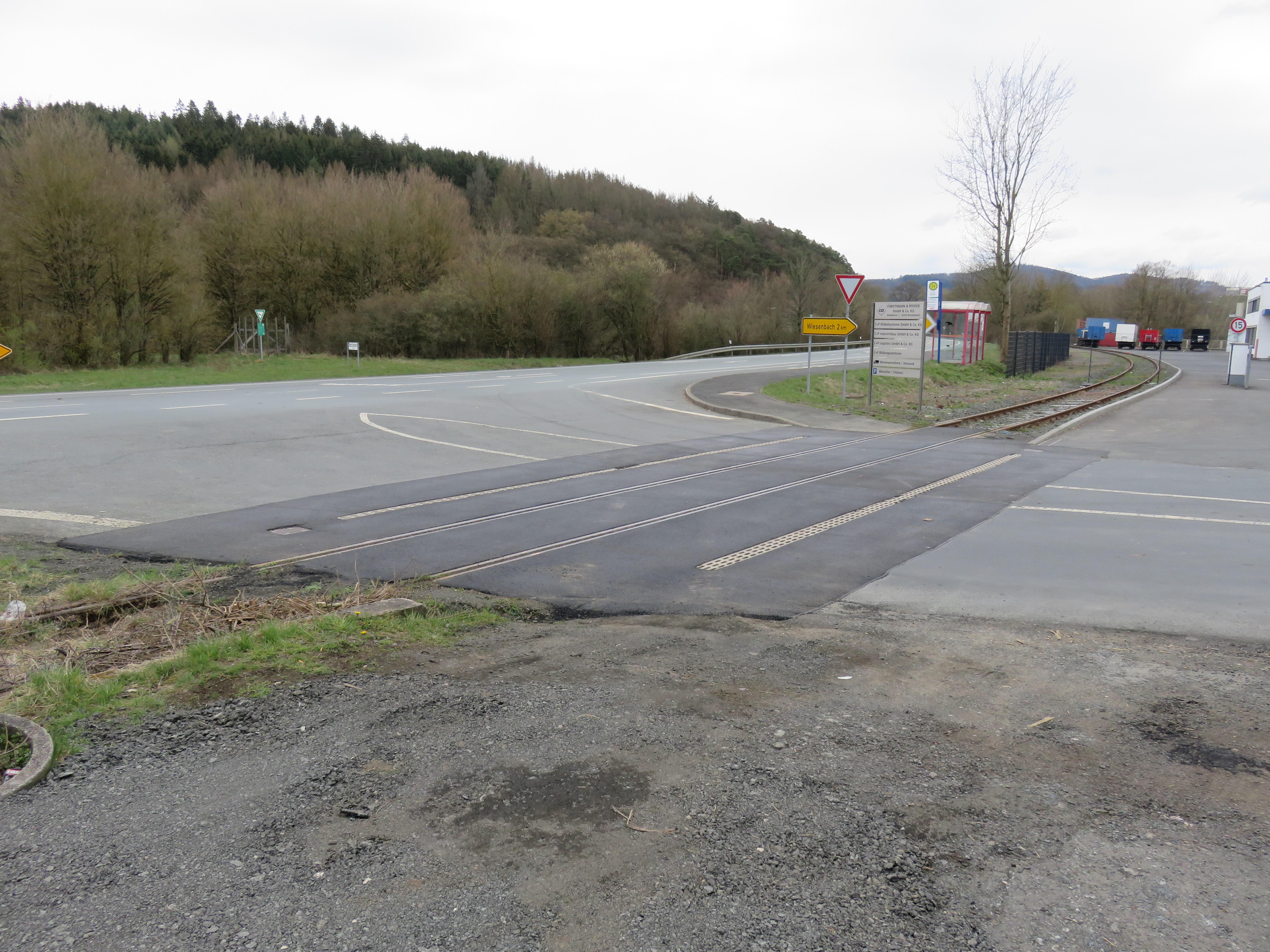
Dieser Bahnübergang müsste bei einer Reaktivierung des Gleisanschlusses der Fa. C+P (rechts) neu beschrankt werden.

Ein solcher „Railport“ würde im Bereich der heutigen Holzverladestelle eingerichtet werden. Dazu gehört auch der Einbau von Weichen für die Umfahrung (für Details siehe unten). Interesse am Transport von Gütern auf den Gleisen meldeten neben dem bereits bisher vor Ort tätigen Holzhändler Mercer Holz bereits Christmann & Pfeifer sowie Buderus Guss (später ausgestiegen) an. Ein Gleisanschluss von Buderus Guss in Breidenbach, gewissermaßen die Reaktivierung des bis 2002 bestehenden Streckenabschnitts, wäre nicht möglich, weil die Gleise dort eine Umgehungsstraße kreuzen müssten, was nur durch eine Unterführung oder eine Brücke möglich wäre. Buderus Guss könnte aber mit Lastwagen den Railport anfahren – wie auch andere Betriebe in der Region, für die sich kein eigner Gleisanschluss lohnt, um damit weite Fahrtstrecken mit Lastwagen vermeiden zu können.

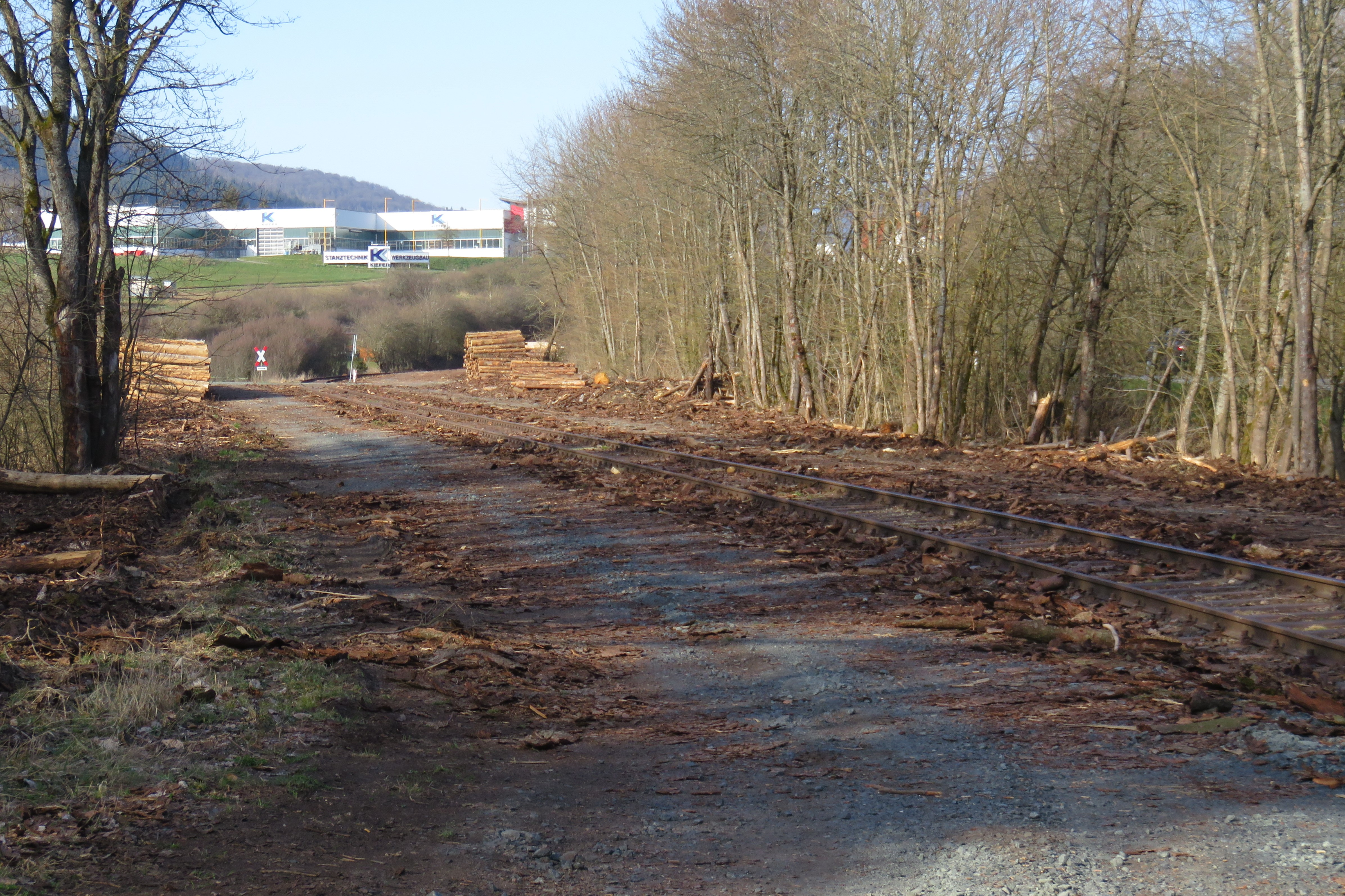
Die Holzverladestelle Breidenstein. Das Umfahrungsgleis würde rechts entstehen.

Die Machbarkeitsstudie, deren Ergebnisse im April 2022 bei der Firma Christmann & Pfeifer vorgestellt wurden, bescheinigt, dass ein Railport an dieser Stelle wirtschaftlich zu betreiben wäre und schon in kurzer Zeit und mit geringem Aufwand realisiert werden könnte. Die Kosten lägen etwa im einstelligen Millionenbereich und für den Bau würde es eine Förderung vom Bund geben. Die Studie besagt, dass bis zu neun Züge pro Woche den Railport ansteuern könnten. Jeder Zug ersetze etwa 40 LKW-Ladungen. Sogenannte kombinierte Züge könnten Waren für verschiedene Unternehmen anliefern. Ursprünglich wollte der Holzhändler Mercer Holz selbst die bestehende Verladestation sanieren und übernehmen; man schloss sich aber den anderen Firmen an mit dem Ziel, den gemeinsamen Railport zu bauen. Der Einzugsbereich des neuen Railports würde etwa 80 Kilometer betragen. Nötig ist ein 1,1 Kilometer langer Gleisbereich, also deutlich länger als bisher. Die Container und Waren würden mit einer Art Gabelstapler verladen werden, die statt der Gabeln über Greifarme verfügen. Große stationäre Kräne sind nicht nötig und der Railport soll von bis zu 740 Meter langen Zügen angefahren werden können. Das Platzbedarf eines solchen Terminals liegt bei zwei bis drei Hektar.
Die Firma Christmann & Pfeifer (C+P) strebt darüber hinaus eine Reaktivierung ihres Gleisanschlusses an, der wenige Meter jenseits des aktuellen Streckenendes verläuft, um große Stahlbetonteile von ihrer Fertigungshalle direkt auf Spezialwaggons verladen. Diese ist bereits für einen solchen Fall angepasst. So könnte alle zwei Wochen ein Spezialzug das C+P-Werk verlassen, ein Großteil der Lieferungen solle so per Bahn erfolgen. Dieses Teilprojekt soll dabei noch vor dem Railport realisiert werden, anvisiert wird eine Fertigstellung bis zum 100-jährigen Firmenjubiläum im Jahr 2025. Das Planungsbüro für das Gesamtprojekt beschäftigt sich zunächst mit der Vorbereitung dieses Teilprojekts. Hindernis ist hierbei die Beschrankung des bereits sanierten Bahnübergangs (Bild).
Für den Railport soll im Bereich der jetzigen Holzverladestation ein zweites Gleis gebaut werden. So könnten auf einem Gleis Holzzüge und weitere Güterzüge beladen werden, über das zweite Gleis könnten Züge dann den Gleisanschluss von C+P erreichen. Das Umfahrungsgleis müsste etwa 700 Meter lang sein, was angesichts des teilweise felsigen Geländes eine Herausforderung darstellt, die Straßenbaubehörde Hessen Mobil stimmte allerdings dem Bau des Gleises zwischen bisherigem Schienenstrang und Bundesstraße zu, wodurch die Umsetzung mit vergleichsweise wenig Aufwand zu realisieren sei, andernfalls wären die Planungen gefährdet gewesen. Das Umfahrungsgleis soll nach der Reaktivierung des C+P-Gleisanschlusses realisiert werden; in der Zwischenzeit sind Absprachen zwischen C+P und den Holzspediteuren, die die Verladestelle nutzen, nötig. Außerdem soll der Untergrund der Anlage befestigt werden.
Seitens Hessen Mobil wird auf eine bei einem im Realisierungsfall zu erwartenden höheren Verkehrsaufkommen notwendige Abbiegespur auf das Gelände des zukünftigen Terminals verwiesen; auch bisher galt die Einfahrt zur Verladestelle als Nadelöhr. Dazu stellt die Stadt Biedenkopf als Bedingung für ihre Zustimmung zum Projekt, dass in diesem Zusammenhang auch eine schon lange geforderte zweite Zufahrt für das in Richtung des Railports zu erweiternde Breidensteiner Gewerbegebiet „Auf dem Goldberg“ entsteht, die bisher seitens der Straßenbaubehörde immer abgelehnt wurde und wohl nur mit dem Railport Chance auf Realisierung hat. Wo dabei der Bahnübergang entstehen soll, ist noch offen. Eine Fertigstellung des Gesamtprojekts bis Ende 2025 wird angestrebt. Die betroffenen Unternehmen, der Landkreis und auch das Regierungspräsidium treiben das Projekt weiter voran. Der Ortsbeirat Breidenstein positioniert sich als einziger politischer Akteur klar gegen das Projekt, man sorgt sich um das „idyllische Elsbachtal“ und hält das Nutzungsinteresse am Railport für zu gering.
Das Mehraufkommen an Zügen soll die anschließende Obere Lahntalbahn durch die bereits bis 2025 geplante Umstellung auf digitalen Zugfunk aufnehmen können. Wer den Railport betreiben könnte ist noch unklar, angeführt wurde beispielsweise eine Zusammenarbeit mit der Kreisbahn Siegen-Wittgenstein.
Es wird prognostiziert, dass der Holztransport in den nächsten Jahren wieder abebbt. Die weitere Nutzung der Strecke würde dann von einem solchen „Railport“ oder anderen derartigen Nutzungsmöglichkeiten abhängen.

### Sonstiges
Die Steuerungsgruppe Radverkehr des Landkreises Marburg-Biedenkopf und das Radverkehrskonzept des Lahn-Dill-Kreises sehen eine Verlängerung des vorhandenen Radwegs auf der Bahntrasse von Niedereisenhausen bis Dillenburg vor. Diese Maßnahme findet sich bereits im Radverkehrsentwicklungsplan. Für den 9,4 Kilometer langen Abschnitt auf Dillenburger Seite sind 4,46 Millionen Euro veranschlagt. Dabei würden auch die Brücken und Viadukte auf dieser Strecke Teil der Radroute werden.
Mit den ersten Stilllegungsplanungen für den Restabschnitt aus dem Jahr 2018 war es angedacht auch den verbliebenen Restabschnitt für einen Bahntrassenradweg zu benutzen. Seitdem die Stilllegung vom Tisch ist (siehe oben), wird mit einer Führung parallel zur Bahnstrecke oder auf der anderen Straßenseite geplant, die allerdings im Konflikt mit dem geplanten Umfahrungsgleis oder dem Naturschutzgebiet um den Perfstausee steht.

## Trivia
Weil das Eisenbahnerdorf Gönnern als Betriebsmittelpunkt der Scheldetalbahn außerhalb der Region nahezu unbekannt war, benannte Hermann Müller, einer der Söhne des Bauunternehmers Jacob Müller, die Scheldetalbahn (Wallau–Gönnern–Dillenburg) einfach um. Auf die Frage, wo Gönnern, der Stammsitz der Firma Müller-Gönnern, liege, antwortete er schlagfertig: „An der Strecke Hamburg–Gönnern–Genua“. Dieser Ausdruck ist inzwischen zu einem geflügelten Wort geworden und wird überregional gebraucht.